# Magyar írói nevek, álnevek, művésznevek, szignók
Az alábbi lista magyar művészek, tudósok, politikusok, újságírók írói nevei, álnevei, művésznevei, szignói szerinti sorrendben tartalmazza a mögöttük álló személyek közismert neveit.
Magyarországon az írói nevek használatát egyrészt a nemzetközi gyakorlatnak megfelelően kereskedelmi okok indokolták. A sikert sokszor elősegítette egy jól csengő név használata a szerző esetleg furcsa vagy épp túl hétköznapi eredeti neve helyett.
Ponyvaíróknál, krimiíróknál a múlt századelőtől gyakorivá vált főleg angol nevek használata (Rejtő Jenő – P. Howard).
Magyarországon ezenkívül sok esetben politikai okok is indokolták saját név helyett felvett név, álnév használatát. Már az 1848-as forradalom leverése után használtak egyes politikusok külföldi publikációkhoz írói álnevet. Újabb álnévhasználati hullámokat indított el az I. világháborús cenzúra, illetve a Tanácsköztársaság leverése utáni időszak. 1939 után a zsidótörvények korlátozásai miatt.
Egyes esetekben az álnevet praktikus (politikai, rendészeti) okokból a kiadó választotta, és a szerzőnek esetleg nem is volt tudomása róla (Sztálin).
1945 után az emigrációban elsősorban az itthon maradt rokonok óvása érdekében használtak álneveket, például a Szabad Európa Rádió vagy emigráns lapok munkatársai; néhányan azonban nyilasként ismertté vált nevük elleplezésére.
Külön érdekesek az 1980-as évek elejétől a hazai szamizdatirodalomban használt álnevek.
Körülbelül 1995-től, az internethasználat robbanásszerű elterjedésével, az internetes szokások átvételével teljesen elterjedt és általánossá vált a nicknevek használata.

## Forrásmegjelölés
Forrásmegjelölés felső indexben:
- Á – Markovits Györgyi: Álnév-szótár
- C – A csehszlovákiai magyar irodalom válogatott bibliográfiája
- G – Gulyás Pál: Magyar írói álnévlexikon, Akadémiai Kiadó, Budapest, 1978
- K – Kortárs magyar írók, 1945–1997
- M – Mokka, Magyar Országos Közös Katalógus
- N – Nagy Csaba: A magyar emigráns irodalom lexikona (Budapest, 2000) Álnévlexikon 1055–1126. o.
- P – Petőfi Irodalmi Múzeum
- Egyéb forrás a Wikipédián megszokott hagyományos módon, számmal a Megjegyzéseknél.

## A lista
| Írói név, álnév, művésznév, szignó (néhol születési név) | Közismert neve |
| --- | --- |
| *** (szignó) | Csató Pál |
| *** (szignó) | Martos Ferenc |
| 88 (álnév szerkesztőként) | Viczián JánosK |
| A | Kálmán Farkas |
| a+b | Kálmán Farkas |
| A. Gály Tamara (rövid névváltozat) | Archleb Gály TamaraC |
| a. o. (szignó) | Fábry ZoltánC (író) |
| Aba László | Láncos GáborÁ, ? |
| Aba László | Lőrinc GáborÁ, ? |
| Abafáy-Öffenberger (névváltozat) | Abafáy GusztávK |
| Abe Pictus | Puskás LajosÁ |
| Abadi, Aharon (Héber nevének angol helyesírás szerinti átírása. Magyar helyesírás szerinti átírással: Abádi, Aharón) Álnevei: A. E.; Buray, Leon; Payne, Georg С. | Abádi ErvinN |
| Abaffy, Leopold (névváltozat) | Abaffy Lipót |
| Abafy, Leopold (névváltozat) | Abaffy Lipót |
| (a boj) | Szabó Jenő |
| Acacius (álnév) | Dunai ÁkosK |
| Acél | Szerényi SándorÁ |
| Adler Miklós (eredeti név) | Ákos MiklósK |
| Akos, Nick (írói álnév) | Ákos MiklósK |
| Altamira, Alissa (álnév) | Nemere István |
| Ács Pál | Földes SándorÁ |
| Ács Tamás | Mónus IllésÁ |
| Ádám József | Madzsar JózsefÁ |
| Ádám Miklós | Gordon MiklósÁ |
| Adél | Madzsar JózsefÁ |
| Adorján János | Donáth FerencÁ |
| Aesculap | Liebermann EmilÁ |
| A. F. (szignó fordítóként 1937-ben) | Gáspár MargitK |
| Ág Endre | Ságvári EndreÁ |
| Ágoston Mária (álnév) | Botond IstvánK |
| Agricola | Hatvany Lajos |
| -ai-dor | Mányai SándorÁ |
| Aigner Lajos (polgári neve) | Abafi Lajos (írói álnév) |
| Aknai István | Kormányos IstvánÁ |
| Aladics Károly | Pákozdy FerencÁ (1) |
| Albert Kornél (eredeti név) | Bárdos KornélK |
| Albert Zsuzsánna (1954-1956 között) | Albert ZsuzsaK (1956-tól) |
| Aldan, Anthony (írói álnév) | Hamvas H. SándorÁ |
| Aldobolyi Nagy Zsuzsa (álnév) | Nagy ZsuzsaK |
| Alex (Álnév vagy névváltozat? Lakos Alex?) | Lakos SándorÁ |
| Alex (Álnév vagy névváltozat? Domokos Alex?) | Domokos SándorK |
| Alex, S. P. (írói név) | Pusztay SándorK |
| Alexa (eredeti családnév?) | Arató FerencK |
| Alexander Pál | Sándor PálÁ (1) |
| Alexis, C. illetve Alexis, F. (írói álnév) | Nagy Dániel |
| Alfa | Alexander BernátÁ |
| al-Hadzs Abdul Karím (arab neve magyar helyesírás szerinti átírással)                                                                                             | Germanus GyulaK |
| Alihanov, Pjotr Sztyepanovics (álnév) | Nemere István |
| Alice (írói álnév) | Martos Ferenc |
| al-Saffin, Salome (álnév) | Nemere István |
| Altenau Pál | Sándor PálÁ (1) |
| Alvinczy Péter | Somogyi BélaÁ |
| Ambrózy György | Agárdi FerencÁ |
| Ambrus Zoltán (írói név) | Fallenbüchl Zoltán |
| Ambrus-Fallenbüchl Zoltán (névváltozat) | Fallenbüchl ZoltánK |
| Amondó Péter | Gábor AndorÁ |
| A. N. (szignó fordítóként 1939-ben) | Gáspár MargitK |
| A. Nagy Zsuzsa (álnév) | Nagy ZsuzsaK |
| Andorás | Kubán Endre, idősebb |
| Andorlaki Máté (írói álneve) | Táncsics Mihály |
| Andrasev Iván (eredeti név) | Andrassew IvánK |
| Andráscsik Bertalan (eredeti név 1938-ig) | Andrásfalvy BertalanK |
| Andrási István | Andreánszky IstvánÁ |
| Andrássy Katinka (Leánykori név. Többnyire: Gr. Andrássy Katinka)                                                                                                 | Károlyi MihálynéK |
| Andreas (Álnév. Andreas vagy Andreas Károly?) | Endre KárolyK |
| Anglicanus | Vámbéry RusztemÁ |
| Ankerl, Guy | Ankerl GézaK |
| Ankerl, Guy G. | Ankerl GézaK |
| Anonymus contemplator | Hegedüs GézaÁ |
| Anonymus pugnans | Szabó ZoltánÁ |
| Anonymus urbanus | Boldizsár IvánÁ |
| Antal G. Gábor (írói név) | Antal GáborK |
| A. P. (szignó) | Ágoston Péter |
| Apáti Géza (valódi polgári neve) | Apáthy GézaK (írói név) |
| Aracky Mihajló | Pap PálÁ |
| Aradi Eszter (álnév) | Zsigray JuliannaK (álnév) |
| Aranyműves János Lajos (írói neve) | Csuka JánosÁ, K |
| Aranyossi Pálné Nádas Magda (névváltozat, teljes férjezett neve)                                                                                                  | Aranyossi MagdaK |
| Aranyossy Pál (névváltozat) | Aranyossi PálK |
| Arató Emil | Grünberger EmilÁ |
| Arató György | Szántó GyörgyÁ |
| Arató Pál | Auer PálÁ |
| Ariane, B. B. (írói álnév) | Bak Béla Sándor |
| Ariane, B. B. (írói álnév) | Nagy Dániel |
| Ariane, B. B. (írói álnév) | Szirmay Julianna |
| Arisztidesz (írói álnév) | Vajda János |
| Arma, Paul (külföldön) | Arma PálÁ |
| Arnold Lajos (eredeti név) | Füry LajosK |
| Arnothy, Christine (Franciaországban) | Arnóthy KrisztinaK |
| Arnóthy Kriszta (Németországban) | Arnóthy KrisztinaK |
| Arnstein Endre (eredeti név) | Arató EndreK |
| Árva Pál | Donner PálÁ |
| Árva Péter | Gábor AndorÁ |
| Árva Tamás (álnév) | Sz. Nagy GézaK |
| A. S. (szignó fordítóként 1937-ben) | Gáspár MargitK |
| Ash, Alex H. (Álnév ponyvaíróként. Néha fordítóként feltüntetve más írói nevekhez.)                                                                               | Hamvas H. SándorÁ |
| Ash, Alex H. (vagy Ash, Alex?) (eredetileg Hamvas H. Sándor nevének angolosítása.)                                                                                | Különféle ponyvaírók által használt írói név. (Hamvason kívül pl. Várhegyi Margit is.) (Az Unio? kiadó „házi neve”.)          |
| Assendorf, Elizabeth van (férjezett neve? felvett név?) | Kisjókai ErzsébetK (álnév?)                                                                                                   |
| Astor, Anthony S. illetve Astor, Anthony (írói álnév) | Havas Zsigmond |
| Asztalos Imre | Hevesy IvánÁ |
| Augenstein Péter (eredeti név) | Ágoston Péter |
| Ausch Sándorné (férjezett név) | Péter KatalinK |
| Ausländer Károly (polgári neve) | Aszlányi Károly (írói álnév)                                                                                                  |
| Auspitz Miklós (eredeti név) | Gordon MiklósÁ |
| A. V. (szignó fordítóként 1936 és 1938) | Gáspár MargitK |
| AVA B. | Heisler (Érsek) TiborÁ |
| Avar József | Révai JózsefÁ |
| Avar Pál | Auer PálÁ |
| Ács István (álnév) | Horváth Sz. IstvánK |
| Ágh Tibor (névváltozat?) | Ág TiborC |
| /ákos/ | Ákos LászlóÁ |
| Ákos (művésznév) | Kovács ÁkosK |
| Árgyelán József (eredeti név) | Erdélyi JózsefK |
| Á. T. (szignó az álneve, Ács Tamás után) | Mónus IllésÁ |
| B illetve (b) (szignó) | Balázs BélaC (2) |
| -B-, B illetve (b) (szignó) | Bábi TiborC (álnév) |
| Baál István (álnév) | Bodor PálK |
| Baán István | Molnár RenéÁ |
| Babos Antal (álnév) | Becsky AndorÁ, K |
| Bada Dada (művésznév) | Bada TiborK |
| Badics (eredeti családi név?) | Balázs JánosK |
| Badogos, Rene (álnév?) | Borsa GedeonK |
| Bajomi Miklós (polgári név) | Bátori MiklósK |
| Bajor Imre | Bresztovszky EdeÁ |
| Bak Lukács | Kunszery GyulaÁ (néhol Kunszeri Gyula)                                                                                        |
| Bak (Zsuzsanna? leánykori név) | Osvát ZsuzsaK (férjezett névváltozat)                                                                                         |
| Bakách Gábor (álnév) | Bikich GáborK |
| Bakó László (eredeti név 1959-ig) | Balla LászlóK |
| Bakonyi Tamás | Tatay SándorÁ |
| Baksa Kelemen | Kőhalmi BélaÁ |
| Baktai József | Juhász LajosÁ |
| Balassa Árpádné (férjezett neve) | B. Radó LiliK (férjezett névváltozat)                                                                                         |
| Balassa Lajos (felvetti név 1898-1910-ig) | Falu TamásK |
| Balassi Menyhért (álnév) | Fenyő MiksaÁ, K |
| Balatoni (álnév) | Gárdonyi Géza |
| "Balatoni" | Madzsar JózsefÁ |
| Balatoni, Steve | Balatoni IstvánK |
| Balatov, Paul | Kaczér IllésÁ |
| Balázs A. Béla (névváltozat?) | Balázs BélaC (2) |
| Balázs Alfonz (eredeti neve?) | Balázs BélaC, K (2) |
| Balázs Éva (születési neve) | H. Balázs ÉvaK |
| Balázs Mihály | Domokos JózsefÁ |
| Balázs Zoltán | Tauszig ZoltánÁ |
| Balla Béla (álnév) | Barta Lajos, ifj.Á, K |
| Balog Anna (írói álnév) | Varró IlonaK |
| Balog István | Varga JenőÁ |
| Balogh András (álnév) | Boros FerencK |
| Balogh Benjámin (polgári név) | Balogh BéniK (írói névként használt becenév)                                                                                  |
| Balogh István | Rácz IstvánÁ ? |
| Balogh István (névváltozat, publikációinál, általában) | Balogh István Sándor (teljes név)                                                                                             |
| Balogh László (eredeti név 1965-ig) | Váradi-Balogh LászlóK |
| Balogh, Steven (külföldön használt/ismert névváltozat) | Balogh István Vilmos |
| Balta István | Bodnár IstvánÁ |
| Baraczai Kovács István (eredeti teljes név? névváltozat?) | B. Kovács IstvánK |
| -barak- (szignó) | Barak LászlóC |
| Baranyai Györgyné (férjezett név) | Pécsi GabriellaK |
| Baránszky-Jób László (eredeti név vagy polgári név) | Baránszky LászlóK |
| Barát Anna (férjezett név névváltozata? Nyomdai/kiadói tévedés?)                                                                                                  | Barát AnnieK |
| Barát Béláné, Dr. (férjezett neve) | Barát AnnieK |
| Barát Endréné (férjezett neve) | Bihari KláraK |
| Barátfalvi Levita | Szép ErnőÁ |
| Baráth Endre (Írói álnév. Névváltozat?) | Barát EndreK |
| barátosi (Előnév? Álnév?) | Bibó IstvánK |
| Barrington, Alice (írói álnév) | Nagy Dániel |
| Barkóczy István | Bodnár IstvánÁ |
| Barkóczy István (Csehszlovákiában használt álneve) | Rácz IstvánÁ |
| Barla Szabó Ödönné (férjezett neve) | K. Nagy MagdaK |
| Barlud, Erik (álnév) | Barta Lajos, ifj.Á, K |
| Barna József | Bergmann JózsefÁ |
| Barna Endre | Alföldi GézaK |
| Barna István | Braun RóbertÁ |
| Barna Károly | Kun BélaÁ |
| Barna Péter | Tömpe AndrásÁ |
| Barna Tamás (eredeti név) | Ebeczky LőrincK |
| Barna Zoltán (írói név) | Pósa ZoltánK |
| Barotányi Ferencné (férjezett neve) | Pápa RelliK |
| Bart, Halm | Kőhalmi BélaÁ |
| Bartis Karda (írói név) | Bartis FerencK |
| Bartók György (születési név 1951-ig) | Bakcsi GyörgyK (nevelőapja családneve)                                                                                        |
| Barzilay, Eliezer (Izraelben használt névváltozat) | Barzilay IstvánK |
| Baumann, Wilhelm | Bolgár ElekÁ |
| Baumgarten László (eredeti név) | Bányai LászlóK |
| Bayer Magda (eredeti leánykori név?) | M. Lovászy MagdaK |
| Bayrd, J. (álnév) | Barsi ÖdönK |
| Bádoki (előnév, eredeti név???) | Soós LászlóK |
| Bágy | Jobbágy JenőÁ |
| Bálint | Karikás FrigyesÁ |
| Bálint Éva | Tamás AladárnéÁ |
| Bálint Ferenc | Tamás AladárÁ |
| Bálint István (álnév) | Izsák LászlóK (polgári neve)                                                                                                  |
| Bálint István | Papp Ferenc |
| Bálint László (álnév) | Izsák LászlóK (polgári neve)                                                                                                  |
| Bálint-Izsák László (álnév) | Izsák LászlóK (polgári neve)                                                                                                  |
| Bálint, Stephan (külföldön) | Bálint IstvánK |
| Bánffy Miklós, losonczi gr. (teljes név előnévvel) | Bánffy MiklósK |
| Bárány Lajos | Bebrits LajosÁ |
| Bárányi László Ildikó (férjezett névváltozat/írói név) | Bárányiné László IldikóK |
| Bárdos Pálné (férjezett neve) | Fenákel JuditK |
| Bárdócz Gergely | Beke GyörgyK |
| Básthy Lajos (1936-től 1942-ig) | Básti Lajos |
| Bán Ágnes (leánykori név?) | Diósi ÁgnesK (férjezett neve?)                                                                                                |
| Bátori (János??? álnév) | Kövesdi JánosK |
| B. B (szignó) | Balázs BélaC (2) |
| BDK | Balla D. Károly |
| BDK piréz | Balla D. Károly |
| be | Bresztovszky Ede ? vagy Bresztovszky Ernő ?Á                                                                                  |
| Bebők János (polgári név) | Bebek JánosK |
| Becski Andor (eredeti név 1945-ig) | Becsky AndorK |
| Bede Kálmán | Antal JánosÁ |
| Bede Opika | Bede AnnaK |
| b. Gyarmati László (írói neve) | Gyarmati LászlóK |
| Belambé István | Bodnár IstvánÁ |
| Beleznay Zoltán (álnév) | Banner ZoltánK |
| Bellyei László | Zapf LászlóÁ |
| Belovits Lajos (álnév) | Boglár LajosK |
| Ben Ami /A "nép barátja"/ | Benamy SándorÁ, K |
| Benamy Sándorné (férjezett neve) | Ábel OlgaK |
| Bencsik András (eredeti név) | Berkesi AndrásK |
| Benda László (eredeti név 1934-ig) | Bendefy LászlóK |
| Bene | Bresztovszky ErnőÁ |
| Bene Ede | Bresztovszky ErnőÁ |
| Benedek Aladár | Náray IvánÁ |
| Benedekné (Gergely Piroska? Férjezett neve) | B. Gergely PiroskaK (férjezett névváltozat)                                                                                   |
| Beney Lászlóné (férjezett neve) | Beney ZsuzsaK (közismert férjezett névváltozat)                                                                               |
| Benkő Ervin (írói álnév) | Benedikt OttóÁ |
| Benkő Mátyás | Benkő SamuK |
| Berecz István | Antal JánosÁ |
| Beregi Lajos (1934-től 1936-ig) | Básti Lajos |
| Beregi László (eredeti név vagy álnév???) | B. Boldisár LászlóK |
| Beregi Sándor | Berkó SándorÁ |
| Berg, Erneszt | Tihanyi ErnőÁ |
| Berger Lajos (eredeti név 1934-ig) | Básti LajosK |
| Berivoj | Boér FerencÁ |
| Berkovics Tibor Iván (születési név) | Berend T. IvánK |
| Bertalan Máté | Nagy LajosÁ |
| Besnyő | Gábor AndorÁ |
| Besnyő Sándor | Barta SándorÁ |
| Beteg János (álnév) | Bikich GáborK |
| Betlen Iván (felvett polgári név (1934-ig)) | Boldizsár IvánÁ, K |
| Bettelheim Iván (születési név) | Boldizsár IvánÁ |
| Bettelheim Oszkár (születési név) | Betlen OszkárK |
| Békeffy István | Békeffi IstvánK |
| Békessy János (eredeti név) | Habe, HansK (írói álnév) |
| Béky Zoltán | Mészáros ZoltánÁ |
| Bélteky Géza (álnév) | Páskándi GézaK |
| Bényi | Bortnyik SándorÁ |
| Béta | Vértes JenőÁ |
| B. F. (szignó fordítóként 1937) | Gáspár MargitK |
| BFY (szignó) | Balázsfy Rezső |
| B. Fejér Gizella (férjezett névváltozat) | Borsné Fejér GizellaK |
| B. G. (szignó fordítóként 1936) | Gáspár MargitK |
| B. Supka Magdolna (férjezett neve) | Supka MagdolnaK |
| Bian, A. F. (írói álneve három, Kulin Györggyel közösen írt sci-fi regényénél)                                                                                    | Fábián ZoltánK |
| Biki | Szeiler ArnoldÁ |
| Birkás Péter | Lakatos Péter PálÁ |
| Birnbaum D. Marianna (névváltozat) | Birnbaum, Marianna D.K |
| Birnbaum Marianna Daisy (névváltozat) | Birnbaum, Marianna D.K |
| Bíró Dániel (álnév) | Nemere István |
| Bíró Ferenc | Haraszti SándorÁ |
| Bíró Károly | Réz AndorÁ |
| Bíró Pál | K. Havas GézaÁ |
| Bíró Péter (álnév) | Molnár GusztávK |
| Bíró Zoltánné (férjezett neve) | Solymos IdaK |
| Bíróné Ungár Yvette (férjezett neve) | Bíró YvetteK (közismert férjezett névváltozat)                                                                                |
| Bisztray-Balku Ádám (eredeti név) | Bisztray ÁdámK |
| Bisztray, George (külföldön használt névváltozat) | Bisztray GyörgyK |
| Bittner (eredeti név???) | Bittei LajosK |
| B. K. (szignó) | Balla KálmánC |
| -bkl- (szignó) | Barak LászlóC |
| B. Kovács István (eredeti nevének névváltozata 1976-1978 között)                                                                                                  | Bakonyi IstvánK |
| Black, Shriek (álnév) | Kristóf AttilaK |
| Black William dr. (álnév) | Gárdonyi Géza |
| Blackson | Ákos MiklósK |
| Blau Károly (eredeti név) | Balla KárolyK |
| Blondel, Sacy von (művésznév, írói név) | Megyery SáriK |
| Blum | Lukács GyörgyÁ |
| Blum Béla (eredeti név) | Bodó BélaK |
| Blumm, Aaron (írói álnév) | Virág GáborK |
| B. M. (szignó fordítóként 1936 és 1938) | Gáspár MargitK |
| Bob (írói álnév) | Martos Ferenc |
| Boczor József | Wolf FerencÁ |
| Bodóhegyi Lajos (álnév???) | Vlaj LajosK |
| Bodor Sándor | Haraszti SándorÁ |
| Bodor Sándor | Schönstein SándorÁ |
| Bodosi György (álnév) | Józsa Tivadar, dr.K |
| Bodossino, Giorgo di (álnév) | Józsa Tivadar, dr.K |
| Bogár András (álnév) | Halász AnnaK |
| Bognár Imre (álnév) | Bonczos IstvánK |
| Bois, René du (álnév) | Erdős Renée |
| Bojsza (Imre? álnév???) | Barsi ImreK |
| Bojsza Katalin (írói név? vagy leánykori név?) | Ordódy KatalinK |
| Bokor Imre | Balázs BélaÁ (1) |
| Bokros Péter (álnév) | Gáti Kovács IstvánK |
| Bolgár Ágnes (leánykori név) | Kenyeres ÁgnesK (férjezett névváltozat)                                                                                       |
| Bolyai Gábor | Gaál Gábor |
| Bolyai Zoltán | Gaál GáborÁ |
| Boni Gáspár Gitta (írói név 1926-45 között) | Gáspár MargitK |
| Boóc Imre (eredeti név???) | Bóc ImreK |
| Borach | Kun BélaÁ |
| Borbás György (álnév) | Gergely MártaK |
| Borbély Ervin (polgári név) | Ékes ÁkosK (írói név) |
| Borbély Szilárd József (teljes név?) | Borbély SzilárdK |
| Borg. | Révész MihályÁ |
| Borgisz | Révész MihályÁ |
| Borla ? | Bresztovszky Ede ?, Bresztovszky Ernő ?Á                                                                                      |
| Bornstein Elemér (eredeti név?) | Boross ElemérK |
| Boros-Bárdos Arthur (eredeti név) | Bárdos B. ArthurK |
| Boros Endre (álnév) | Boros FerencK |
| Bors Gizella (férjezett névváltozat) | Borsné Fejér GizellaK |
| Bors Tihamér | Kőhalmi BélaÁ |
| Borsody, Stephen (névváltozat külföldön) | Borsody IstvánK |
| Bot Aladár | Roth ImreÁ |
| Both Bálint | Aczél BenőÁ |
| Botond Pál (eredeti név) | Botond IstvánK |
| Botos Vince (Sztálin művek kiadásánál használt álnév) | Lázár Vilmos |
| Botos Vince | Sztálin, J.V.Á, |
| Bottyán János (kevésbé ismert írói álneve) | Bor AmbrusK (közismertebb írói álneve)                                                                                        |
| Bódog András | Ferber AndorÁ |
| Bódogházi Thanthó (???) | Tantó JózsefK |
| Bóné András (írói álnév) | Czagány IvánK |
| Bóra Gábor (álnév) | Bodor PálK |
| Bögöly József (eredeti név) | Bogoly József ÁgostonK |
| Böjthe Zsolt (álnév) | Fónod ZoltánK |
| Bözödy György (írói álnév változata) | Bözödi GyörgyK (írói álnév)                                                                                                   |
| Bőhm László (eredeti név) | Báti LászlóK |
| Bősz Töhötöm | Bálint GyörgyÁ |
| B. Pápa Relli (férjezett névváltozat) | Pápa Relli |
| Brandon, Karen (álnév) | Vass AnikóK |
| Brandstein (Illés? Más? Eredeti név) | Mónus Illés |
| Brandt, Chris (álnév) | Nemere István |
| Brassaï (művésznév) | Halász Gyula |
| Brassai Béla (álnév) | Hajós JózsefK |
| Bratmann Mihály (eredeti név) | Bátki MihályK |
| Braun István (polgári név) | Kvazimodo Braun IstvánK |
| Braun Pál (eredeti név) | Benedek PálK |
| Bráver Ferenc (eredeti név) | Mátyás B. FerencK |
| Bräuerné Dávid Teréz (férjezett névváltozat) | Dávid TerézC (1) (író) |
| Bräuer Gézáné (férjezett névváltozat) | Dávid TerézK (1) (író) |
| Bräuer Teréz (férjezett névváltozat) | Dávid TerézC (1) (író) |
| Brda | Berda JózsefK |
| Brede | Bresztovszky EdeÁ |
| Breiner Sándor (eredeti neve 1904-ig) | Balázs SándorK |
| Bright, Mary (álnév) | Fényes MáriaK |
| Brió | Farkas SándorÁ |
| Brook, Fred (írói álnév) | Nagy Dániel |
| Brunner József (eredeti név) | Debreczeni JózsefK |
| Brutofszky Gyula (eredeti név 1939-ig) | Borbándi GyulaK |
| Brutus | Bokányi DezsőÁ |
| B. T. (szignó) | Bábi TiborC (álnév) |
| Buchaer, J. H. (Valószínűleg csupán sajtóhiba és nem álnévváltozat (Ld. Bucher))                                                                                  | Rozs Kálmán |
| Bucher, J. H. (Megtévesztő, csupán egy betűben különböző álnév. Ld. Busher, J. H.)                                                                                | Rozs Kálmán |
| Budai Péter (álnév) | Hegyi GyulaK |
| Bujdosó Bálint (álnév) | Meskó LajosK |
| Bújdosó Benedek | Kun BélaÁ |
| Bújdosó Péter (álnév) | Farkas AntalÁ |
| Burján (leánykori név?) | Gál Éva EmeseK (férjezett névváltozat???)                                                                                     |
| Busher, J. H. | Astra Könyvkiadó és Terjesztő vállalat, un. házi név. Használta Juhász Lajoson kívül Királyhegyi Pál és feltehetően mások is. |
| Busher, J. H. | Juhász Lajos (ld.: Astra Könyvkiadó és Terjesztő vállalat, házi név)                                                          |
| Busher, J. H. | Királyhegyi Pál (ld.: Astra Könyvkiadó és Terjesztő vállalat, házi név)                                                       |
| Busher (Valószínűleg csupán sajtóhiba és nem álnévváltozat (Ld. Bucher))                                                                                          | Rozs Kálmán |
| Bussche, J. Van den (férjezett neve külföldön) | Miklós JutkaK |
| Byrd Bruns | Tiszay AndorÁ |
| C-1 (szignó) | Csató Pál |
| Carámy | Garami ÁrpádÁ |
| Cenner Gyuláné (férjezett név névváltozata) | Cennerné Wilhelmb GizellaK |
| Chapman, Wayne (álnév) | Gáspár AndrásK |
| Charon, E. J. (álnév) | Révész Gy. IstvánK |
| -cipán | Lovászy MártonÁ |
| Civisz István (műfordítói álnév) | Polgár IstvánK (2) |
| Claire (álnév) | Dóczy Lajos |
| Claudius, Paul | Újváry SándorÁ |
| Clementis Ervin (álnév) | Zólyomi AntalK |
| Coche, N. A. (álnév) | Ákos MiklósK |
| Cockney, Frank (álnév) | Lőrincz L. LászlóK |
| Condor, L. (írói álnév) | Kondor László |
| Condor, L. (írói álnév) | Nagy Dániel |
| Cosma, D. | Jász DezsőÁ, K |
| Couvrier | Normai ErnőÁ |
| -c-r (szignó) | Lőrinc Péter (álnév) |
| Craig, Fred (írói álnév) | Nagy Dániel |
| Crang, Fred (írói álnév) | Nagy Dániel |
| Cras | Kőhalmi BélaÁ |
| Cras III. | Kőhalmi BélaÁ |
| Csák László (írói álnév) | Cser LászlóK |
| Cujatius | Bellaagh József |
| -cúth- (szignó) | Cúth JánosC |
| Cyrano de Gergelyak | Gergely SándorÁ |
| czi, (czi) illetve (-czi) (szignó változatok) | Pálóczi Horváth GyörgyP |
| Czagány Istvánné (férjezett neve) | Hideghéty ErzsébetK |
| Czábár László (álnév) | Csiki LászlóK |
| Czakó Gábor Csaba (ritkán használt? teljes név) | Czakó GáborK |
| Czeglédy József | Alföldi GézaK |
| Czinege | Gábor AndorÁ |
| Czirák Pál | Gereblyés LászlóÁ |
| Czuczor László (születési név???) | Dobossy LászlóK |
| (Cs) (szignó) | Csanda SándorC |
| Cs. Mihály (László Barna? Eredeti név? Névváltozat?) | Mihály László Barna |
| Cs. S. (szignó) | Csanda SándorC |
| Csabay Anna | Illyés GyulaÁ |
| Csallóközi Kukkó | Adamovich ÁdámG |
| Csalog Zsoltné (férjezett név) | Pócs ÉvaK |
| Csákány Ambrus | Jankovich FerencÁ |
| Cseke Imola (írói álnév) | Molnár Miklós |
| Cseke Péterné (férjezett neve) | Cs. Gyimesi ÉvaK (férjezett névváltozat)                                                                                      |
| Csen Kuo (kínai neve magyar átírással) | Csongor Barnabás |
| Chen Guo, Chén Guó (kínai neve pinjin átírással) | Csongor Barnabás |
| Cserezov, Arkadij | Újvári LászlóÁ |
| Cseri Gábor (álnév) | Csire GabriellaK |
| Cserszilvásy Ákos (vadászírói álneve) | Vajda János |
| M. Csepécz Szilvia (férjezett névváltozat) | Csepécz Szilvia |
| -csi- (szignó) | Csiba LászlóC |
| -csiba (szignó) | Csiba LászlóC |
| Csikós Gergely | Csizmadia SándorÁ |
| Csirizes János | Czímer JózsefÁ |
| Csipetits György (eredeti név) | Diószegi GyörgyK |
| Csíki Regina (álnév) | Marosi IldikóK (férjezett névváltozat)                                                                                        |
| -Csl- (szignó) | Csiba LászlóC |
| Csokonai Lili (írói álnév) | Esterházy PéterK |
| Csongor | Hevesi AndrásÁ |
| Csont Ádám | Hidas AntalÁ |
| Csont Ferenc | Magyar OttóÁ |
| Csont Judit | Szántó JuditÁ |
| Csontos György (írói neve 1980-1982 között) | Vincze IstvánK |
| Csorba | Hajnal, ifj. Á |
| Csordás Elemér (álnév) | Veress Zoltán |
| Csóka Lajos János (teljes név) | Csóka Lajos J.K |
| Csöndes Mária | Várnai ZseniÁ |
| Csőryné (férjezett neve) | Cs. Bezerédi ÁgnesK(férjezett névváltozat)                                                                                    |
| Csúzi Cséplő Ferenc (eredeti név?, teljes név?) | Cséplő FerencK |
| D.I. (szignó) | Dallos IstvánC |
| (dz) illetve -dz- (szignó) | Fónod ZoltánC |
| Dallos Ferenc (álnév) | Fenyő Miksa |
| Dalos György Alfréd (teljes név (ritkán)) | Dalos GyörgyK |
| Dalos-Truszova, Rimma (férjezett névváltozat) | Dalos RimmaK |
| Dalton, Max (írói álnév) | Nagy Dániel |
| Damó Fülöp | Bajomi Lázár EndreÁ |
| Dancs Előd | Dobozi EszterK |
| Dancinger Ferenc (eredeti neve) | Agárdi FerencÁ, K |
| Daniels, Garry (írói álnév) | Nagy Dániel |
| Darab Virág (eredeti név) | Dőry Virág |
| Darieni, Raymond (álnév) | Nemere István |
| Darlic (álnév) | Lőrinc Péter (álnév) |
| Darton, B. (álnév) | Barsi ÖdönK |
| Darvas (???) | Sulyok KatalinK |
| David, Tissa (külföldön) | Dávid Teréz (2) (rajzfilmrendező)                                                                                             |
| Davidovics Teréz (eredeti név) | Dávid TerézK (1) (író) |
| Dax, Norbert (álnév) | Nemere István |
| Dán Dalmát (Izraelben? Korábban?) | Dalmáth FerencK |
| Dán János (írói álnév) | Semlyén IstvánR |
| Dániel Tibor | Déry TiborÁ, K |
| Dávid B. Teréz (férjezett névváltozat) | Dávid TerézC (1) (író) |
| Dávid Iván (eredeti név 1944-ig) | Dávid AntalK |
| Dávid Ferenc | Bajomi Lázár EndreÁ |
| d’Azertis, Lorenzo | Orbók Loránd |
| Deák Györgyné (férjezett név névváltozata) | D. Bartha KatalinK |
| Deák János | Atlasz JánosÁ |
| Deák Lajos | Gergely SándorÁ |
| Deák Sándorné (férjezett neve) | D. Zöldhelyi ZsuzsaK |
| De Crouy Chanell István gróf | Agárdi FerencÁ |
| Deeds, P. (álnév) | Halász PéterK |
| Deeds, P. (álnév) | Halász PálK |
| /de-jó/ | Demjén JózsefÁ |
| Demeter László (polgári név) | Lakatos DemeterK (írói név)                                                                                                   |
| Derzsi Mihály (álnév) | Daday LorándK |
| Des | Földes SándorÁ |
| Destain, Jacques | Aragon, LouisÁ |
| Detre Lászlóné (férjezett név) | Medveczky BellaK |
| Deutsch György (születési név) | Dalos GyörgyK |
| Deutsch Zsófia Stefánia Mária (eredeti neve) | Dénes Zsófia |
| Deutsch Veronika (eredeti név) | Domokos EszterK |
| Dezső Károly (álnév) | Medgyesi KárolyK |
| Dezső László (álneve 1951-1955 között) | Dümmerth DezsőK |
| Décsi Borbély Ervin (teljes polgári név? névváltozat?) | Ékes ÁkosK (írói név) |
| Dégh-Vázsonyi Linda (férjezett névváltozat) | Dégh LindaK |
| Dénes András (eredeti név 1938-ig) | Zádor AndrásK |
| Dénes Endre (írói név) | Zádor AndrásÁ, K |
| Dénes Lajos "menekült erdélyi tanár" | Madzsar JózsefÁ |
| Dér Ernő | Mérei FerencÁ |
| Dér L. | Poll SándorÁ |
| Déry, Ch. (álnév) | Csery-Clauser MihályK |
| Dési Iván (álnév) | Horváth Sz. IstvánK |
| Dévavári Zoltán (polgári név) | Dér ZoltánK (írói álnév) |
| Dézsi Iván (álnév) | Horváth Sz. IstvánK |
| Dézsi Sándor, Dézsi Zoltán (álnevek) | Enyedi SándorK |
| dgy | Dávid Gyula |
| Diador | Csizmadia SándorÁ |
| Dick, George M. (írói név) | Mandics György |
| Dickens (írói álnév) | Benedikt Ottó |
| Dino Francesco (álnév) | Dávid CsabaK |
| dió | Diószeghy TiborÁ |
| Diósi Illés (álnév) | Domonkos IstvánK |
| Diurnus (álnév) | Bodor PálK |
| Dixi (írói álnév) | Farkas Albert |
| D. Németh István (írói név 1985-ig) | Dénémeth IstvánK (írói álnév)                                                                                                 |
| Dobozy Elemérné (férjezett neve) | Erdélyi ZsuzsannaK |
| Dobriţoiu Nagy Erzsébet (névváltozat?) | D. Nagy ErzsébetK |
| Doctor Linda (eredeti név) | Dégh LindaK |
| Dobrovits Aladárné (férjezett neve) | Dömötör TeklaK |
| Dohánygyári | Kacskos JúliaÁ |
| Dombi Géza (álnév) | Herédi GusztávK |
| Dombi Károly (írói álnév) | Tar KárolyR |
| Domby Erzsébet (névváltozat) | Dombi ErzsébetK |
| Domokos Pál Péter (Teljes neve. Nem azonos Domokos Pál Péterrelǃ)                                                                                                 | Domokos PéterK |
| Domokos Péterné (férjezett név) | D. Mátai MáriaK (férjezett névváltozat)                                                                                       |
| Dongó | Adamovich ÁdámG |
| Doór Ferencné (férjezett névváltozat) | Doór ÁgnesK (férjezett névváltozat)                                                                                           |
| Dor | Trauner SándorÁ |
| Dókus Dénes | Vass LászlóÁ |
| Dósa Ferenc | Benkő SamuK |
| Dósa Józsefné | Leszlei MártaK |
| Dózsa Sándor (álnév fordítóként) | Hamvas H. SándorÁ, K |
| Dózsafi György | Tóth JózsefÁ |
| drap (szignó) | Ágoston Péter |
| Draskóczy (Gábor? eredeti név?) | Török GáborK |
| Dráveczky Zsuzsa (álnév) | Ghyczy ZsuzsannaK |
| Duka-Zólyominé Sidó Ágnes (férjezett névváltozat) | D. Sidó ÁgnesK (férjezett névváltozat)                                                                                        |
| Dumitrás József (születési név) | Darvas JózsefK (magyarosított név vagy írói név???)                                                                           |
| Dunai N. János (írói neve) | Neubauer IvánK |
| Dunay Ferenc (névváltozat) | Dunai FerencK |
| Dunavölgyi Géza | Hajdú SándorÁ |
| Durus | Kemény AlfrédÁ |
| Dusík Dániel (ifj. Dusik Dániel?) (eredeti név) | Dénes GyörgyK |
| Dux | Klemens BélaÁ |
| E. illetve e. (szignó) | Erős Gyula |
| E. Abaffy Erzsébet (férjezett névváltozat) | Abaffy ErzsébetK |
| E. V. (szignó) | Egri ViktorC |
| Ebeczky György (álnév) | Zsigray JuliannaK (álnév) |
| Eckerdt László (eredeti név 1943-ig) | Elekfi LászlóK |
| ego | Fried MargitÁ |
| Egh, V. M. (írói álneve Kulin Györggyel közösen írt sci-fi regénynél)                                                                                             | Végh Miklós |
| Egri Péterné (férjezett név) | Abaffy ErzsébetK |
| Egriné Abaffy Erzsébet (férjezett névváltozat) | Abaffy ErzsébetK |
| Egy katholikus illetve Egy katholikus pap (álnév) | Gárdonyi Géza |
| Egy kommunista király | Király FülöpÁ |
| Egy maturáns | Mayer OttmárÁ |
| Egy munkás | Szabó Jenő |
| Ehrenthal Regina (eredeti név) | Erdős Renée |
| Ehrwein, L. M. (álnév) | Boross ElemérÁ, K |
| Eilingsfeld Ferenc (eredeti név) | Halmos Ferenc (1) |
| Eisenberger Benjámin (polgári név) | Péter Gábor (álnév) |
| Eisler Viktor (eredeti név? polgári név?) | Egri ViktorC |
| Eisner, Kurt | Gereblyés LászlóÁ |
| Elsner Mária (eredeti név 1950-ig) | Ember MáriaK |
| Ember Sándor | Farkas SándorÁ |
| Ember Zsigmond | Kek ZsigmondÁ |
| enbé | Neufeld BélaÁ |
| Endersz Ervin (eredeti név) | Ember ErvinÁ |
| Endrey Géza | Steiner LajosÁ |
| Engel-Endre Károly (álnév) | Endre Károly |
| Engelien, Egon | Kassák LajosÁ |
| Enyedi Lajos (írói név) | Demény LajosK |
| Enyedi Zoltán Sándor (teljes név) | Enyedi SándorK |
| Eörsi Béla | Székely LajosÁ |
| Eörsi Imre | Szalai ImreÁ |
| Erdélyi István (álnév) | Horváth Sz. IstvánK |
| Erdélyi Lajos | Jordáky LajosÁ |
| Erdős Ágnes (leánykori név) | Hankiss ÁgnesK (férjezett neve)                                                                                               |
| Erdős Emil | Tihanyi ErnőÁ |
| Erdős Jánosné (férjezett neve) | E. Gábor ÉvaK (férjezett névváltozat)                                                                                         |
| Erdős László (álnév) | Juhász LászlóK |
| Erényi Mór | Ehrentheil Móric |
| Erg Ágoston | Berger GusztávÁ |
| Erős Péter (álnév) | Farkas AntalÁ |
| Erős Péter | K. Havas GézaÁ |
| Erstmann, Nikolaus | Gordon MiklósÁ |
| E–s Gy–a (szignó) | Erős Gyula |
| Ezopusz | Szabó Jenő |
| Éleás Ferenc | Jankovich FerencÁ |
| Éles Mihály | Gereblyés LászlóÁ |
| ...én (szignó) | Semlyén IstvánR |
| Énekes András | Szilágyi AndrásÁ |
| Énekes Lajos | Müller LajosÁ |
| Érsek Anna | Gaál GáborÁ |
| f. illetve F. (szignó) | Fábry ZoltánC (író) |
| (F) (szignó) | Fónod ZoltánC |
| (f. z.) illetve F. Z. (szignó) | Fábry ZoltánC (író) |
| f. z., (f. z.) illetve F. Z. (szignó) | Fónod ZoltánC |
| Faber, Stefan (álnév) | Háy GyulaÁ, K |
| Falus | Aranyossi Magda (Aranyossi Pálné)Á                                                                                            |
| Falus | Aranyossi PálÁ |
| Falus László | András LászlóK |
| Falusi László | Gereblyés LászlóÁ |
| Falvai Róbert (álnév) | Nemere István |
| Fandor | Ferber AndorÁ |
| Fáradt Mihály | Jelen MihályÁ |
| Faragó György | Beke GyörgyK |
| Farkas Béla (polgári név) | Osztojkán BélaK (írói név) |
| Farkas Ildikó (leánykori név) | Marosi IldikóK (férjezett névváltozat)                                                                                        |
| Farkas János | Földeák JánosÁ |
| Farkas, Julius von (Németországban használt névváltozat) | Farkas GyulaK |
| Farkas László | Poll SándorÁ |
| Farkas Lőrinc (álnév) | Balogh EdgárK |
| Farkas Ödön | Tauszig ZoltánÁ |
| Farkas Péter | Gáspár ZoltánÁ |
| Farkas Sándor (írói neve 1955 után) | Mikó ImreK |
| Farkasházi (Zoltán? eredeti név 1977-ig) | Tárnok ZoltánK |
| Farkaspásztor | Farkas GyulaÁ |
| Faustulus | Kormányos IstvánÁ |
| Favágó Péter | Tihanyi ErnőÁ |
| Fawcett, Harrison | Fonyódi Tibor |
| Fábián (László? eredeti név) | Vári Fábián LászlóK |
| Fákoly János (álnév) | Erdődi JózsefK |
| Fáskerti György (polgári név) | Fáskerthy GyörgyK (írói névváltozat)                                                                                          |
| Fedor (álnév. Fedor vagy Fedor Ervin?) | Farkas ErvinK |
| Fehér Gergely | Gold GézaÁ |
| Fehér József | Heimer ÖdönÁ |
| Fehér Vince | Laták IstvánÁ |
| Fejsze István | Fejér IstvánÁ |
| Fejtő, François (külföldön használt névváltozat) | Fejtő FerencK |
| Fekete Ákos (írói név) | Juhász GézaK |
| Fekete Béla | Stern EmilÁ |
| Fekete G. István (névváltozat) | Fekete IstvánK |
| Fekete István, ifj. (névváltozat) | Fekete IstvánK |
| Fekete János | Fáy ÁrpádÁ |
| Fekete Judit (álnév) | Lendvay Éva |
| Fekete Márton (írói név) | Sárközi MátyásK |
| Fekete Oszkár (írói név) | Schwartz Oszkár |
| Fekete Péter | Sarló SándorÁ |
| Fellner Vilmosné (férjezett név) | Korek ValériaK |
| Ferdinandy, Georges (külföldön használt névváltozat) | Ferdinandy GyörgyK |
| Ferdinandy, Michael de (külföldön használt névváltozat) | Ferdinandy Mihály |
| Ferdinandy, Miguel de (külföldön használt névváltozat) | Ferdinandy MihályK |
| Ferdinandy Mihály Béla Mária, hidasnémeti (eredeti teljes név előnévvel)                                                                                          | Ferdinandy Mihály |
| Ferenci Hedvig (polgári név) | Forrai EszterK |
| Fenyéri Gyula, Fenyéry Gyula(írói álnév) | Zádor György |
| Fenyő Andor | Ferber AndorÁ |
| Fenyves László (polgári név) | Ferencz LászlóK |
| Ferenc | Vándor PálÁ |
| Ferencz S. István (eredeti név 1980-ig) | Ferenczes IstvánK |
| Fernandez, Pedro | Cséby LajosÁ |
| Fetter Imre (eredeti név) | Cziráky ImreK |
| Félegyházi András | Kubán Endre, idősebb |
| Fényes István (eredeti név) | Dalmáth FerencK |
| F-gó | Faragó LászlóÁ |
| Fleischmann Miksa (eredeti név) | Fenyő Miksa |
| Floyd, Ernest Madison (álnév) | Kis ZoltánK |
| Fiedler Kálmán (eredeti név) | Soproni BálintK |
| Fikusz Fábián (álnév) | Bánffy Farkas |
| Figurás Feri illetve Figurás Géza (álnév) | Gárdonyi Géza |
| Filipek Erik (eredeti név 1934-ig) | Fügedi ErikK |
| Finta László (írói név) | Kőszegi F. LászlóK |
| Fioláné (férjezett neve) (Így? Vagy Fioláné Komáromi Gabriella?)                                                                                                  | F. Komáromi GabriellaK (férjezett névváltozat)                                                                                |
| Firtos József | Rajk LászlóÁ |
| Fischer Annie, dr. (leánykori név) | Barát AnnieK |
| Fischer, Julius | Gömöri GyulaÁ |
| Fischer László (eredeti név) | Ferenczi LászlóK |
| Fischer (László??? eredeti név) | Földes László |
| Fischer Pál (születési név, később írói álnév is) | Forró Pál |
| Fischl Fülöp Ferenc (eredeti teljes név) | Fejtő Ferenc |
| Fischl László (Születési név, 1946-ig) | András LászlóK |
| Fisher, Ed (álnév) | Gáspár AndrásK |
| Flamingó | Kőhalmi BélaÁ |
| Florion, Daniel (álnév) | Nemere István |
| Fluck András, raggambi (névváltozat előnévvel) | Raggamby AndrásK (névváltozat)                                                                                                |
| F. Nagy László (írói név) | Nagy LászlóK |
| Fodor Andor (eredeti név 1947-ig) | Fodor AndrásK |
| Fogl Jóska | Fock JenőÁ |
| Foky István (polgári név) | B. Foky IstvánK (Írói név. B. – Bezdáni)                                                                                      |
| Follinus János (álnév) | Tabi LászlóÁ, K |
| Forest, Alec illetve Forest, A. (álnév) | Erdődy JánosK |
| Forest, Nigel (álnév) | Nemere István |
| Forrestal, Damien (álnév) | Gáspár AndrásK |
| Fowler, R. (írói álnév) | Erdődy János |
| Fox, Jeremy (álnév) | Kopeczky LászlóK |
| Föld Tamás | Kassák LajosÁ |
| Földes, Dr. (álnév) | Mérő FerencK |
| Földes István (álnév) | Kassák LajosÁ |
| Földesné (Kováts Piroska? férjezett névváltozat) | F. Kováts PiroskaK |
| Földi | Bauer IvánÁ |
| Földvári Mihály (álnév) | Jákli IstvánK |
| Fr. A. (álnév) | Csery-Clauser MihályK |
| Fradl Tibor (eredeti név) | Bodrogi TiborK |
| Frankfurter (Jenő?, eredeti név) | Faragó Jenő |
| Frankl Istvánné (férjezett neve) | F. Diósszilágyi IbolyaK (férjezett névváltozat)                                                                               |
| Frankl Róbert (eredeti név) | Falus RóbertK |
| Freisinger Ede (eredeti név 1975-ig) | Faludi ÁdámK |
| Freissberger Gyula (eredeti név 1929-ig) | Somogyváry Gyula, vitéz |
| Fried Jolán (leánykori név) | Kelen JolánK (férjezett névváltozat)                                                                                          |
| Fried Jolán Blume (teljes leánykori név?) | Kelen Jolán (férjezett névváltozat)                                                                                           |
| Friend, A (írói álnév) | Barát EndreK |
| Friend, Andrew (írói álnév) | Barát EndreK |
| Friend, B. (írói álnév) | Barát EndreK |
| Friend, B. E. (írói álnév) | Barát EndreK |
| Friend, E. (írói álnév) | Barát EndreK |
| Friends, B. E. (írói álnév) | Barát EndreK |
| Freiherr von Schoenach Paul | Lázár VilmosÁ |
| Freud, Dr. (írói álnév) | Ehrentheil Móric |
| Fuchs (eredeti családnév???) | Forbáth ImreK |
| Fundárekné Fücsök Magda (férjezett neve) | Fundárek MagdaK (férjezett név névváltozata)                                                                                  |
| Furrier, Helma (írói álnév) | Hamvas H. SándorÁ |
| Fülöp Attiláné (férjezett neve) | Tátrai ZsuzsannaK |
| Fülöp Ernő (írói álnév) | Fejtő FerencÁ |
| Fülöp Gézáné (férjezett neve) | F. Csanak DóraK (férjezett nevének névváltozata)                                                                              |
| Fülöp Pál (írói álnév) | Fuchs Péter PálÁ |
| Füredi Ferenc (álnév) | Kutasi Kovács LajosK |
| G. Abort (álnév) | Tóth GáborK |
| G. Balogh Attila (írói álnév) | Balogh AttilaK |
| G. Szabó László (írói név) | Szabó LászlóK |
| G. Tóth (László? polgári név) | Tóth LászlóK |
| Gabriely György (írói álnév) | Németh GáborK |
| gagybátori Elekfi László (névváltozat előnévvel) | Elekfi LászlóK |
| Gaillard, André (írói álnév) | Sándor PálÁ, K (1) |
| Gajdos Attila (eredeti név) | Balogh AttilaK |
| Galambos (írói álnév) | Károlyi MihályÁ |
| Galgóczy János (írói álnév) | Surányi LajosÁ |
| Gallicus (írói álnév) | Mikes Imre |
| Gara, Ladislas (névváltozat francia nyelvű műveinél) | Gara LászlóK |
| Garabonciás diák (álnév) | Gárdonyi Géza |
| Garabonciás Gábor (írói álnév) | Reményi ÁrpádÁ |
| Garaj, Ľudovít (Szlovákiában használt névváltozata) | Garaj LajosK |
| Garamkövesdi Szabó László (írói név) | Szabó LászlóÁ, K |
| Garázda Péter (írói álnév) | Zolnai BélaÁ |
| Gaspar, Lorand (külföldön) | Gáspár Loránd |
| Gazda Zsuzsanna (leánykori név?) | Beney ZsuzsaK (közismert férjezett névváltozat)                                                                               |
| Gábgot (írói álnév) | Gábor AndorÁ |
| Gábler József (írói álnév) | Vándor PálÁ |
| Gábor Anna (álnév) | Nógrádi GáborK |
| Gábor Éva Ágnes (eredeti teljes név) | E. Gábor ÉvaK (férjezett névváltozat)                                                                                         |
| Gábor Mihály (álnév) | Gedényi MihályK |
| Gáborján Mihály (álnév) | Gedényi MihályÁ, K |
| Gács Gáborné (férjezett név) | Péter ÁgnesK |
| Gál | Gold GézaÁ |
| Gál Gábor (eredeti név) | Gaál GáborK |
| Gál (László? eredeti név) | Soóky LászlóK (írói név) |
| Gál Sándor (eredeti név) | Gál FarkasK |
| Gállné Keresztes Erzsébet (férjezett neve) | Gáll ErzsébetK (férjezett névváltozat)                                                                                        |
| Gály Olga (írói neve? Leánykori neve?) | L. Gály OlgaK |
| Gály Tamara (rövid névváltozat) | Archleb Gály TamaraC |
| Gárdonyi bácsi (álnév) | Gárdonyi Géza |
| Gárdonyi Z. Géza (névváltozat) | Gárdonyi Géza |
| Gárdos Mariska (közismert és általánosan emlegetett beceneve) | Gárdos Mária |
| Gáspár Gitta (írói név 1924-45 között) | Gáspár MargitK |
| Gáspár Miklós (fordítóként (is?) használt álneve 1924-1945 között)                                                                                                | Gáspár MargitK |
| Gáspár Kata (írói álnév) | Gáspár EndreÁ |
| Gáspárné (Varga Györgyi? férjezett névváltozat) | G. Varga GyörgyiK (férjezett névváltozat)                                                                                     |
| Gebauer Gusztávné (férjezett neve) | Mollináry GizellaK (írói név?)                                                                                                |
| Geiger Valéria Anna (eredeti név) | Dienes ValériaK |
| Gelb Edit (leánykori név 1899-ig) | Gyömrői Edit |
| -gely- (szignó) | Gergely SándorÁ |
| George (ragadványnév) | Gömöri GyörgyK |
| Georgi (írói álnév) | Hoernle, EdwinÁ, |
| Gereben Andor (írói álnév) | Gábor AndorÁ |
| Geréb Béláné (férjezett neve) | Bizám LenkeK |
| Gerézdi János (eredeti név) | Gerézdi RabánK |
| Gergely András (írói álnév) | Gergő EndreÁ |
| Gergely Sándor (eredeti név 1945-ig), 1945-1950: ifj. Gergely Sándor                                                                                              | Gergely MihályK |
| Gernyeszegi Ádám (írói név) | Domokos Pál PéterK (Nem azonos Domokos Péterrelǃ)                                                                             |
| Gernyeszeghy Ádám (írói névváltozat) | Domokos Pál Péter (Nem azonos Domokos Péterrelǃ)                                                                              |
| Germanicus (írói álnév) | Demény PálÁ |
| Gerő György (írói álnév) | Gaál GáborÁ |
| Gésmey Pál (írói álnév) | Sándor PálÁ (1) |
| Géza bácsi (álnév) | Gárdonyi Géza |
| g.g. (szignó) | Gárdonyi Géza |
| gh.t. (szignó) | Gárdonyi Géza |
| Girdo, E. (álnév) | Barsi ÖdönK |
| Girnóczy Antal (álnév) | Czigány LórántK |
| Gisele | Kovács LajosnéÁ |
| Glaug (eredeti név???) | Galamb JánosK |
| Glauziusz Tamás (álnév) | Bikácsy GergelyK |
| Glósz Ferenc (eredeti név 1940-ig) | Gallyas Ferenc |
| Glück Edit (férjezett névváltozat) | Gyömrői Edit |
| Goldmann László (eredeti név) | Gara László |
| Gomart, S. (álnév) | Gondos MargalitK |
| Gomba Szabolcsné (férjezett név) | Gombáné Lábos OlgaK |
| Gombos Ferenc (eredeti név) | Simándy PálK (álnév) |
| Gombos Károly (álnév) | Bustya EndreK |
| Gombossy Sándor, Gombossy Zoltán ? (álnév) | Hatvany LajosÁ |
| Gordius (álnév) | Gárdos MáriaÁ |
| Gordon, Lampert (álnév) | Gáspár AndrásK |
| Gottesman (eredeti név) | Gajdos TiborK |
| Góbé László (álnév) | Gereblyés LászlóÁ, K |
| Góbé László | Gereblyés LászlóÁ |
| Góra Lajos | Faragó LászlóÁ |
| Góród Iván | Szabó Jenő |
| Göbl (eredeti név) | Gáldi LászlóK |
| Gönczi Madarász Pál (álnév) | Madarász Pál HubaK |
| Gönczy Pál (álnév) | Madarász Pál HubaK |
| Göre illetve Göre Gábor (álnév) | Gárdonyi Géza |
| Görgey Arthur (polgári név) | Görgey GáborK (írói név) |
| Görög Ilona (írói név) | Kosztolányi DezsőnéK |
| Görög Imréné (férjezett név) | G. Beke MargitK |
| G. Pócz Olga (írói neve) | L. Gály OlgaK |
| Grant Emil (álnév) | Frank LászlóÁ |
| Green, C. (álnév) | Barsi Ödön |
| Green, W. Hamilton (álnév) | Galántai ZoltánK |
| Gregorian (álnév) | Gergely SándorÁ |
| Gregory, Fred (írói álnév) | Leleszy Béla (írói álnév?) |
| Greiner Zoltán (születési név 1905-ig) | Gergő Zoltán |
| Gremsperger Mihály (eredeti név) | Gedényi MihályK |
| Griffel (álnév) | Dallos LászlóÁ |
| Gruber Ferenc (eredeti név 1940-ig) | Galambos FerencK |
| Grünbaum Sándor (eredeti név 1911-ig) | Gergely Sándor |
| Grünfeld Mariska (eredeti név) | Gárdos Mária |
| Guillaume, Judit (férjezett neve) | Tóth JuditK |
| Guloghy László (álnév) | Morvay GyulaÁ |
| Gulyás István (születési név 2009-ig) | P. Szabó István |
| GRL (szignó) | Gró LajosÁ |
| Guy Géza (álnév) | Ankerl GézaK |
| Gyallay Domokos (névváltozat?) | Gyallay Pap DomokosK |
| Gyarmati János (álnév) | Lakatos Péter PálÁ |
| Gyarmati János (álnév) | Tamás AladárÁ |
| Gyárfás Endréné (férjezett neve) | Kincses EditK |
| Gyenes Tamásné (férjezett neve) | Nagy ZsuzsaK |
| Gyergyai Éva (álnév) | Halász AnnaK |
| Gyergyai Zoltán (álnév) | Kahána MózesK |
| Gyetvai Imre (álnév) | Donáth FerencÁ |
| Gy. L. (szignó fordítóként 1937) | Gáspár MargitK |
| Gyopári Péter (álnév) | Párkányi IstvánÁ |
| Gyökér István | Nagy IstvánÁ |
| Gyömrői István (álnév) | Molnár Gusztáv |
| Györgyjakab János (írói neve) | Forró LászlóK |
| Győr Ferenc | Glück FerencÁ |
| Györffy Konrád (írói álnév) | Molnár MiklósK |
| György István (írói álnév) | Semlyén IstvánK, R |
| Győri Imre (eredeti családi neve) | Mikes Imre |
| Györkös Ferenc (álnév) | Fejtő FerencÁ |
| Győry Domonkos | Horváth Sándor Domonkos |
| Gyufa (közismert becenév) | Kállai GyulaÁ |
| Gyula Anna (álnév) | Látó AnnaK |
| Gyula diák (álnév) | Somogyváry Gyula, vitéz |
| Gyulai Ádám (írói név) | Orbán DezsőK |
| Gyulai Csaba (eredeti név) | Ficsku PálK |
| Gyulai Ernő (álnév) | Borbándi GyulaK |
| Gyulai Ferenc (álnév) | Fejtő FerencÁ |
| Gyura János | Gyetvai JánosÁ |
| Gyürkő Kázmér (írói név) | Kardos OszkárK |
| Haack, Richard (álnév) | Nemere István |
| Hack Viktor (polgári név) | Határ GyőzőK |
| h.d. (Magyarországon használt szignója) | Brunauer Hunyadi Dalma |
| Hafiz Etnekir | Kubán Endre, idősebb |
| Hajdú | Demeter GyörgyÁ |
| Hajdú Bence | Kun BélaÁ |
| Hajdú Mária (álnév) | Herke RózsaK |
| Hajdú Vilmos | Mayer OttmárÁ |
| Hajmási László | Háy LászlóÁ |
| Hajnal Zsuzsánna (leánykori név) | Kartal ZsuzsaK (álnév) |
| Hajnóczi Béla (álnév?) | Hajnóczy Péter (írói álnév)                                                                                                   |
| Hajnóczy Béla Ödön (álnév?) | Hajnóczy PéterK (írói álnév)                                                                                                  |
| Hajós (László? álnév) | Nemess LászlóK |
| Hal | Hatvany LajosÁ |
| Halas Sándor (álnév) | Magyari A. SándorK |
| Halasy András (álnév) | Kovách Aladár |
| Halász Antal | Szántó Zoltánné Török SáraÁ                                                                                                   |
| Halász Iván (eredeti név 1956-ig) | Béky-Halász IvánK |
| Halász Zoltán (eredeti név? álnév?) | Huszár ZoltánK |
| Haller János | Vándor PálÁ |
| Haméiri Avigdor | Feuerstein AlbertÁ |
| Hamilton, C. (álnév) | Barsi Ödön |
| Hamilton, Henry (álnév) | Nemere István |
| Hamu | Halmi JózsefÁ |
| Hamvas Béláné (férjezett neve) | Kemény KatalinK |
| Hamvassy Anna | Balázs BélánéÁ |
| Hanasiewicz Pál (eredeti név) | Kolozs PálK |
| Handelsmann Péter | Handi PéterK |
| Hantos Gyuláné (férjezett neve) | Hajdu HelgaK |
| Harald, Albert (álnév) | Kenessei AndrásK |
| Harcsa Dénes (eredeti név) | Barsi DénesÁ, K |
| Hard, P. (álnév) | Halász PéterK |
| Hard, P. (álnév) | Nagy DánielK |
| Hargitay Péter (névváltozat) | Hargitai PéterK |
| Harkányi Endréné (férjezett neve) | Zádor AnnaK |
| Harmos Ilona (magyarosított leánykori név 1905-től) | Kosztolányi DezsőnéK |
| Harper, Bill (írói álnév) | Nagy Dániel |
| Harrington, Stuart illetve Harrington, Stewart (álnév) | Nemere István |
| Harsányi Béla | Hangya AndrásÁ |
| Harsányi Istvánné (férjezett neve) | Soós MagdaK |
| Hartai (Névváltozat? Hartai Barta Lajos?) | H. Barta LajosK |
| Hasznos vagy Hasznosi Ödön (eredeti név? polgári név?) | Hajnóczy PéterK (írói álnév)                                                                                                  |
| Hauser, Kaspar | Tucholsky, KurtÁ |
| Havas Géza (névváltozat) | K. Havas Géza |
| Havasi Lajos (álnév) | Füry LajosK |
| Havasy Lajos (álnév) | Füry LajosK |
| Hawass A. Zs. (írói álnév) | Havas Zsigmond |
| Hawker, P. (álnév) | Barsi Ödön |
| Kovács István (polgári név) | HayKováts (művésznév) |
| Hazainé Márjás Magda (férjezett névváltozat) | Hazai JózsefnéK |
| Hazátlan Vándor (álnév) | Mérő FerencK |
| Háló | Hárs LászlóÁ |
| Hársfalvy Lajos (eredeti név) | Dunai ÁkosK |
| Háváda (álnév) | Hámory Várnagy DalmaK |
| Házy (Ferenc? eredeti név?) | Petneházy FerencK |
| H. Brunauer, Dalma (férjezett név változata) | Brunauer Hunyadi Dalma |
| Heath, P. illetve Heath, G. P. (írói álnév) | Forró Pál |
| Hebenstreit Nándor (eredeti név) | Heltai NándorK |
| Hegedős László (álnév) | Hegedűs LászlóK |
| Heizer Ferenc (eredeti név) | Bakó FerencK |
| Helon László (álnév) | Keszthelyi TiborK |
| Hendel Péter (eredeti név) | Huszti Péter |
| Henkel Tibor (polgári neve) | Zoltán TiborK |
| Hepcziás | Kálmán Farkas |
| Herceg György | Hernádi /Hercz/ GyörgyÁ |
| Herczeg Ferenc (polgári név?) | Halmos FerencK (2) (írói név?)                                                                                                |
| Herczka István (eredeti név 1947-ig) | Dimény IstvánK |
| Herist Alajos | Szekér NándorÁ |
| Herrington, Stuart (álnév) | Nemere István |
| Herschdörfer Anna Veronika (eredeti név) | Halász AnnaK |
| Hertelendy Balázs | Gábor AndorÁ |
| Hetényi-Heidlberg Ernő (írói név) | Hetényi ErnőK |
| Hevér Balázs | Csömöri JózsefÁ |
| Héky Gábor (álnév) | Farkas AntalÁ |
| Héti Sándor (írói név) | Halász SándorK |
| Hévizy András | Nagy ImreÁ |
| Hiador | Jámbor PálÁ |
| Hianszan | Hidas AntalÁ |
| Hidas Miklós (írói álnév) | Ákos MiklósM |
| Hidy Domonkos | Domahidy AndrásK |
| Históriás | Révész MihályÁ |
| Historicus | Rónai ZoltánÁ |
| Histórikus | Révész MihályÁ |
| Hitetlen Tamás (írói álnév) | Albert Péter |
| Hlavicska (László? eredeti név?) | Holbay LászlóK |
| Hoffmann Ferenc (eredeti név) | Kishon, EfrájimK |
| Hoffstaedter Lajos (eredeti név) | Mesterházi LajosK |
| Hofmann Antal (valódi, polgári név) | Antal ÁdámK |
| Hogan, W. G. (álnév) | Gáti Kovács IstvánK |
| Holló István | Tamás AladárÁ |
| Hollós | Horváth ImreÁ |
| Hollós Korvin Lajosné (férjezett név) | Tóth EszterK |
| Homok | Bányai KornélÁ |
| Homonnai Béla (írói álnév) | Vajda János |
| Hont (Ferenc??? Nem ez volt a magyarosított neve?) | Kishon, EfrájimK |
| Hont Ferenc | Homályos FerencÁ |
| Horváth Ilona (leánykori név) | Thiery H. IlonaK |
| Horka István (álnév) | Horváth Sz. IstvánK |
| Horváth János | Antal JánosÁ |
| Horváth János /csepeli munkás/ | Csömöri JózsefÁ |
| Horváth József (eredeti név) | Füsi JózsefK |
| Horváth Lajos | Gereblyés LászlóÁ |
| Horváth Katalin (valódi, polgári név) | Anóka EszterK (álnév) |
| Horváth N. János | Heltai JenőÁ |
| Horváth Szilágyi István (névváltozat) | Horváth Sz. IstvánK |
| Horváth Zoltán (eredeti név) | Galabárdi ZoltánK |
| Horvat, Steve (álneve külföldön) | Brunauer Hunyadi Dalma |
| Hossum, Kirk van (írói álnév) | Aszlányi Károly (írói álnév)                                                                                                  |
| Hosszú Ádám (álnév) | Halász AnnaK |
| House, Peter (írói álnév) | Nagy Dániel |
| Hovhannesian Zaven János (eredeti neve 1959-ig) | Bor AmbrusK (közismertebb írói álneve)                                                                                        |
| -hó illetve (-hó) (szignó) | Tóth László |
| Höl (szignó) | Hegedűs LászlóK |
| Huleš, Adalberto (álnév) | Hules BélaK |
| Hulyák Béláné (férjezett neve) | H. Lányi PiroskaK (férjezett névváltozat)                                                                                     |
| Humble | Sándor PálÁ (1) |
| Hungarieus | Buday DezsőÁ |
| Hungaricus (álnév) | Fekete SándorK |
| Hungaricus Viator (álnév) | Fenyő Miksa |
| Hunyadi-Brunauer, Dalma (férjezett név változata) | Brunauer Hunyadi DalmaK |
| Hunyadi Dalma (leánykori név 1949-ig, utána külföldön Dalma Hunyadi 1962-ig)                                                                                      | Brunauer Hunyadi DalmaK |
| Hunyady István (eredeti név 1947-ig) | Hunyadi IstvánK |
| Hunyady Lajosné (férjezett neve) | H. Balázs ÉvaK |
| Huszty Tamás (álnév) | Beczner TamásK |
| Hutter Sándor (eredeti név) | Hamvas H. Sándor |
| Hűvös Endre | Havas EndreÁ |
| Ianoşi, Ion (román nyelvű írásainál) | Jánosi JánosK |
| Iczkovits Emma (eredeti név 1939-ig) | Iványi EmmaK |
| -i -gy | Illyés GyulaÁ |
| Iharosi Gábor (álneve 1950-ig) | Dümmerth DezsőK |
| Iklódi István (írói álnév) | Semlyén IstvánR |
| IKSZ | Mónus IllésÁ |
| Ilg Ottó | Gereblyés LászlóÁ |
| Illés Pál | Mónus Illés ?Á |
| ilm | Lovászy MártonÁ |
| Illyés Gizella | Illyés GyulaÁ |
| Illyés Gyuláné (férjezett neve) | Kozmutza Flóra, dr.K |
| Impersonal (álnév) | Eszterhás IstvánK |
| Incze Lajos, parajdi (névváltozat előnévvel) | Parajdi Incze LajosK (előnév a családnév részeként)                                                                           |
| Ingeborg Klára (eredeti név 1942-ig) | Kardos KláraK |
| Indig Ottó (teljes polgári név) | Indig Ottó LászlóK |
| Innotisz (álnév) | Innocent Ernő, a Tiszay Andorral írt közös cikkek aláírásaÁ                                                                   |
| Innotisz (álnév) | Tiszay Andor, az Innocent Ernővel írt közös cikkek aláírásaÁ                                                                  |
| Ipolyi Tamás | Kunfi ZsigmondÁ |
| Ipp Dániel (álnév) | Kiss JenőK |
| Irecs Gerő (álnév) | Csery-Clauser MihályK |
| Irinyi (álnév) | Nagy PéterÁ |
| Isák József (eredeti név) | Izsák JózsefK |
| Ista Pista (álnév) | Gárdonyi Géza |
| Istenes (álnév) | Dobó JánosÁ |
| Iványi Grünwald Béláné (férjezett név) | Korek ValériaK |
| Iványi János (álnév) | Löbl IvánÁ |
| Iványi Károly (álnév) | Cseh KárolyÁ |
| Jacobs Ervin (eredeti név) | Zólyomi AntalK |
| Jaczy János (álnév) | Weltner JakabÁ |
| Jagamas Ferencz Zsuzsanna (névváltozat) | Ferencz ZsuzsannaK |
| Jakab Antal, K. (K. mint Kis, értsd: ifjabb Jakab Antal, Jakab Antal fia)                                                                                         | K. Jakab AntalK |
| Jakab György (polgári név) | Bözödi GyörgyÁ, K (írói álnév)                                                                                                |
| Jakabovics Sándor (eredeti név) | Ják SándorÁ |
| Jancsovits Károly (eredeti név? polgári név?) | Jobbágy KárolyK |
| Jancsó Ferenc | Révai JózsefÁ |
| Janits Gedeon (eredeti név 1941-ig) | Borsa GedeonK |
| Janits Iván (eredeti név 1941-ig) | Borsa IvánK |
| János bácsi (álnév) | Balogh JánosÁ |
| János István (álnév) | Bodor PálK |
| János Lajos (álnév) | Mácza JánosÁ |
| Jánosi Ferenc (álnév) | Jahn Ferenc dr.Á |
| Jánosi Ferenc (álnév) | Erdős JánosÁ |
| Jánossy Antal (álnév) | Antal JánosÁ |
| Jansen, Paul (álnév) | Jász DezsőÁ, K |
| Jaroszláv (álnév) | Fedor JánosÁ |
| Jászai Andor (álnév) | Bustya EndreK |
| Jász Iván (álnév) | Bíró AndrásK |
| Jávorné (Soltész Katalin? férjezett neve) | J. Soltész KatalinK |
| Jegyző | Jászay KárolyÁ |
| Jékely Lajos (polgári név) | Áprily LajosK (írói álnév) |
| Janzen, Abelt | Ferber AndorÁ |
| Jerusalem, Else | Kotányi ElzaÁ |
| Jeszenszky Erik | Molnár ErikÁ |
| Jimmy | Jászay KárolyÁ |
| Jobb Csillag III/21 | Kőhalmi BélaÁ |
| Jobbágy György | Nemes GyörgyÁ |
| Joel Béla | Kahána MózesÁ, K |
| Jonescu, D. | Jász DezsőÁ, K |
| Joó Ferenc | Lukács GyörgyÁ |
| Jos Badiny, Francisco (külföldön) | Badiny Jós FerencK |
| Jos, Ullrich (álnév) | Révay JózsefK |
| Josipovic (álnév) | Lőrinc Péter (álnév) |
| Józsáné (Nagy Mária? férjezett neve) | J. Nagy MáriaK |
| Jörgen Kamilla | Várnai ZseniÁ |
| Juhász Ferenc (polgári neve) | Juhász IstvánK (írói név) |
| Juhász Ferencné Szeverényi Erzsébet (férjezett névváltozat) | Szeverényi ErzsébetK |
| Juhász Ferencné (férjezett névváltozat) | Szeverényi ErzsébetK |
| Juhász F. István (írói név változata) | Juhász IstvánK (írói név) |
| Juhász István (eredeti név) | Jolsvai AndrásK |
| Juhász Pál (álnév) | Hellenbart GyulaK |
| Juhász Péter | Justus PálÁ |
| Juhász Rocco József (művészneve) | Juhász R. JózsefK |
| Juhász, William Patrick (külföldön) | Juhász VilmosK |
| Julian, Peter (álnév) | Körmendi FerencK |
| Julius | Alpári GyulaÁ |
| (K. A.) illetve K. A. (szignó) | Kovách Aladár |
| Kacsó Gáborné (férjezett névváltozat) | Kacsó JuditK (férjezett névváltozat)                                                                                          |
| K., André (álnév) | Karátson EndreK |
| Kadarka (álnév) | Farkas AntalÁ |
| Kaján | Vér AndorÁ |
| Kalapács Ernő | Tihanyi ErnőÁ |
| Kalmár István | Mayer OttmárÁ |
| Kampf János (eredeti név 1955-ig) | Barcs JánosK |
| Kanizsai Imre | Palotás ImreÁ |
| Kanna, Alois (álnév) | Kannás AlajosK |
| Kanóc András | Fehér FerencÁ, |
| Kapás Péter | Gereblyés LászlóÁ |
| Kabdebó (Tibor? eredeti polgári név 1945-ig) | Talpassy TiborK |
| Kapor | Apor ElemérK |
| Kaposi Bálint | Illyés GyulaÁ |
| Kapusi Lajos | Gergely SándorÁ |
| Kara István | Békés IstvánK |
| Kara J. | Békés IstvánÁ |
| Karakán Tivadar | Gábor AndorÁ |
| Karasz (József? eredeti név 1931-ig) | Kárász JózsefK |
| Karaszi Ádám (álnév) | Ilosvay FerencK |
| Karácsondi Németh Imre (eredeti teljes név?) | Karácsondi ImreK (névváltozat?)                                                                                               |
| Karda Ferenc (írói név) | Bartis FerencK |
| Kardos Pál (eredeti név) | Pándi PálK |
| Kartsy Dénes | Tuba KárolyÁ |
| Kass István | Gergely SándorÁ |
| Kass Miklós (írói álnév) | Kassay MiklósK |
| Kassai Kelemen János | Kelemen JánosK |
| Kastner Jenő (eredeti név 1935-ig) | Koltay-Kastner JenőK |
| Katona Fjodor | Karikás FrigyesÁ |
| Katona Sándor (eredeti név) | Puszta SándorK |
| Katufrék Fekete Géza Pétör (álnév) | Gárdonyi Géza |
| Katusné (férjezett neve) (Így? Vagy Katusné Hegyi Dolores?) | Hegyi DoloresK |
| Katz Béla (eredeti név) | Rácz Béla dr.Á |
| Kautzky László??? (eredeti név?) | Kautzky NorbertK |
| Kazám Istvánné (férjezett neve) | Barnassin AnnaK |
| Kádár Gyula | Bálint GyörgyÁ |
| Kádár János (eredeti név 1988-ig) | Bögözi Kádár JánosK |
| Kái | Kormányos IstvánÁ |
| Kákay Aranyos, IV. | Hatvany LajosÁ |
| Kákosy Lászlóné | Grigássy ÉvaK |
| Káli Király István (álnév) | Káli IstvánK (álnév) |
| Kállai Gyufa (közismert becenév változata vezetéknévvel) | Kállai GyulaÁ |
| Kállai GyulaÁ | Révai JózsefÁ |
| Kállay Kristófné (férjezett neve) | Vásárhelyi VeraK |
| Kálmán Béla (eredeti név 1977-ig) | Borsi-Kálmán BélaK |
| Kálmán Miklós | Moskovics KálmánÁ |
| Kálmán Péter | Bolgár ElekÁ |
| Kálnoki Ernőné (férjezett neve) | Tóth-Kurucz MáriaK |
| Kántorné Nagy Erzsébet (férjezett névváltozat) | Kántor ErzsébetK (férjezett névváltozat)                                                                                      |
| kápéjé (szignó) | Kőrössi P. József |
| Kár Pál (álnév) | Farkas AntalÁ |
| Károly Sándor | Terebessy JánosÁ |
| Károlyi Mária (eredeti név) | Károlyi AmyK (névváltozat, álnév)                                                                                             |
| Kárpáti Anna (álnév) | Rácz OlivérK |
| Kárpáti Ferenc | Keleti FerencÁ |
| Kárpáti, Paul (külföldön) | Kárpáti PálK |
| Kászoni Kata (álnév) | Marton LiliK |
| Kátai Miklós | Horner MiklósÁ |
| K. Bíró Pál (álnév) | Köteles PálK |
| K. E. (szignó fordítóként 1937) | Gáspár MargitK |
| Kecskési Tollas Tibor (teljes név? név előnévvel?) | Tollas TiborK |
| Keér Dezső | Hacker (Hackett) DezsőÁ |
| Keil, Alexander | Ék SándorÁ |
| Kek Zsigmond Károly (teljes polgári név) | Kek ZsigmondK |
| Kekel (Béla? eredeti családnév?) | Kéki BélaK |
| Kelemen János | Révai JózsefÁ |
| Kelemen Lajos | Sándor PálÁ (1) |
| Kelemen László | Gábor AndorÁ |
| Kelemen László | Révai JózsefÁ |
| Kelen Józsefné (férjezett neve) | Kelen JolánK (férjezett névváltozat)                                                                                          |
| Keleti Pál | Demény PálÁ |
| Keller Aladár (eredeti név) | Kovách Aladár |
| Keller, Georg | Lukács GyörgyÁ |
| Keller, Gertrud | Lukács GyörgyÁ |
| Kelly, S. E. | Székely JózsefÁ |
| Kemény István Barnabás (teljes név?) | Kemény IstvánK |
| Kende Klára (leánykori név) | Kenneth, ClaireK (Írói név. Külföldön polgári név is?)                                                                        |
| Kende, Pierre (külföldön használt névváltozat) | Kende PéterK |
| Kenyeresné Bolgár Ágnes (férjezett neve) | Kenyeres ÁgnesK (férjezett névváltozat)                                                                                       |
| Keömley Aurélné (férjezett neve) | Bakó ÁgnesK |
| Keöpe Viktorné (férjezett neve) | Rumi ErzsébetK |
| Kerekes Sándor | Jolsvai SándorÁ |
| Kereki György (eredeti név? polgári név?) | Kopányi GyörgyK |
| Kerékgyártó Jánosné (férjezett neve) | Dániel AnnaK |
| Kerékgyártó Kálmán | Bolgár ElekÁ |
| Keresztes Elek | Singer AdolfÁ |
| Kerr, Duff | Juhász Lajos |
| Kertész | Nagy PéterÁ |
| Kertész Lászlóné (férjezett neve) | Ács KatóK |
| Kertész Mihály (eredeti név?, polgári név?) | Kornis MihályK |
| Kessler Edgár (eredeti név 1926-ig) | Balogh EdgárK |
| Kessler, Paul | Jász DezsőÁ, K |
| Kevély Mihály (álnév) | Gergely MártaK |
| Kéki Károly (álnév) | Balla KárolyK |
| Kémeri Erzsébet | Bölöni GyörgynéÁ |
| Kémeri Sándor | Bölöni GyörgynéÁ |
| Kérő Pál | Kéri PálÁ |
| Késmárki Endre | Révai József ?Á |
| Kéz Ferenc (álnév) | Kutasi Kovács LajosK |
| Kézai Simon | Hevesi AndrásÁ |
| Kézdi István (írói álnév) | Katona Szabó István |
| Kézdi Lajos | Schönmann LászlóÁ |
| K. G. (szignó) | Kemény Gábor |
| K. H. G. illetve k. h. g. (szignó) | K. Havas Géza |
| Kicker, C. C. (álnév két krimijéhez) | Harsányi GáborK |
| Killár Katalin (művésznév) | Killár Kovács KatalinK (művésznév)                                                                                            |
| Kilroy (Tamás? álnév?) | Révbíró TamásK |
| Kincses (István? álnév) | Kótyuk IstvánK |
| King, Bob | Tiszay AndorÁ |
| King, Paul | Királyhegyi PálK |
| Kingston, A. (álnév? házi név?) | Ákos MiklósK |
| Kingston, A. (álnév? házi név?) | Duschnitz HerbertK |
| Király Endre | Ádám GyörgyÁ |
| Király István (polgári név) | Káli IstvánK (álnév) |
| Kis Jovák Ferenc (eredeti név 1975-ig) | Veszteg FerencK (álnév) |
| Kis Péter (eredeti név) | Kis ErvinK |
| Kis Tamásné (férjezett neve) | Ágai ÁgnesK |
| kisbaczoni (Előnév? Álnév?) | Benedek IstvánK |
| kisbaczoni (Előnév? Álnév?) | Benedek MarcellK |
| Kisbán Lajos (írói név) | Klimits Lajos, ifj.K |
| Kisbán Miklós (írói álnév) | Bánffy MiklósK |
| Kishon, Ephraim (külföldön angol helyesírás szerint) | Kishon, EfrájimK |
| Kishont Ferenc (magyarosított név) | Kishon, EfrájimK |
| Kiskozári Béla (álnév) | Agárdi FerencÁ |
| Kismárton András (műfordítói álneve) | Martinkó AndrásK |
| Kispál (magyarosított leánykori neve) | Janikovszky ÉvaK (férjezett neve)                                                                                             |
| Kiss Árpádné (férjezett neve) | K. Seprődi AnnaK (férjezett névváltozat)                                                                                      |
| Kiss Attila (eredeti név?, polgári név?) | Büki AttilaK (művésznév) |
| Kiss-Béry Miklós (álnév) | Nemere István |
| Kiss F. | Malusev, CvetkoÁ |
| Kiss Ferenc | Malusev, CvetkoÁ |
| Kiss Flórián | Malusev, CvetkoÁ |
| Kiss György | Szabó György |
| Kiss Mihály (álnév) | Hajós JózsefK |
| Kiss Mihályné (férjezett neve) | Varga JolánK |
| Kissarusi Mihály (írói név) | Sarusi MihályK |
| Kiszely János | Gergő ZoltánÁ |
| Klee, Georg | Kaczér IllésÁ |
| Klenics (eredeti név?) | Csongor BarnabásK |
| Klimits, L'judovít (írói név) | Klimits Lajos, ifj.K |
| Klythus | Jámbor PálÁ |
| K. Nagy Imre (álnév) | Kristó Nagy IstvánK |
| KM. GAL (álnév) | Gasparovich LászlóK |
| Koch F. Erik | Zala ImreÁ |
| Koch, Howard (álnév) | Fazekas Attila |
| Kohlmann Tivadar (eredeti név) | Tollas Tibor |
| Kollár Ferenc | Sándor PálÁ, K (1) |
| Kollár Imre | Kassák LajosÁ |
| Kolozsvári Balázs | Kun BélaÁ |
| Kolozsvári Blasius | Kun BélaÁ |
| Kolozsvári Sinkó Zoltán (művésznév? 1990-től) | Sinkó ZoltánK |
| Kolumban, Nicholas (külföldön) | Kolumbán MiklósK |
| Komáromi | Dénes EmilÁ |
| Komáromi ifjúmunkás | Vadász FerencÁ |
| Komor Jónás (álnév) | Erdélyi LászlóK |
| Koncsek László (eredeti név) | Bártfai LászlóK |
| Koncz József (eredeti név 1971-ig) | Konczek JózsefK |
| Koncz Zsuzsa (eredeti név) | Báti ZsuzsaK |
| Kopasz-Kiedrowska Csilla (eredeti név) | Kopasz CsillaK |
| Korach Aladár (eredeti neve) | Komját AladárÁ |
| Koral Álmos (álnév) | Komlós AladárK |
| Korein Andorné Gergely Márta (férjezett neve) | Gergely Márta |
| Kormos Pál | Palotás ImreÁ |
| Kornél Tamás??? (eredeti név) | Ankerl GézaK |
| Korondi, Andrew (külföldön) | Korondi AndrásK |
| Korondi Lajos (álnév) | Molnos Lajos |
| Korsós György (írói név) | Pósa ZoltánK |
| Kossa János | Kek ZsigmondÁ |
| Kosztányi József | Kosztinyi JózsefÁ |
| Kova Albert | Feuerstein AlbertÁ |
| Kovách Béla (polgári neve) | Leleszy BélaK, M (írói álnév?)                                                                                                |
| Kovach de Szendrö, Irène (eredeti név francia forrásokban) | Arnóthy KrisztinaK |
| Kovách Krisztina (eredeti név) | Arnóthy KrisztinaK |
| Kovács | Ács KárolyK |
| Kovács (András? eredeti név?) | Holló AndrásK |
| Kovács Antalné (férjezett neve) | Nagy MédaK |
| Kovács Attila (eredeti név) | Paládi-Kovács AttilaK |
| Kovács Bálint (álnév) | Daday LorándK |
| Kovács Béla | Daday LórándÁ |
| Kovács Gergely István (álnév) | Nemere István |
| Kovács István (eredeti neve) | Bakonyi IstvánK |
| Kovács Katalin (leánykori név) | Killár Kovács KatalinK (művésznév)                                                                                            |
| Kovács Károly (álnév) | Fedor JánosÁ |
| Kovács Márton (álnév) | Nánay BélaÁ |
| Kovács Ottó Attila (polgári név) | Takács AttilaK (álnév) |
| Kovács Péter (álnév) | Hidas AntalÁ |
| Kovács Sándor (eredeti név 1960-ig) | Kovács Sándor IvánK |
| Kovács Zoltán (álnév) | Ádám GyörgyÁ |
| Kocsis Annamária (1985-1986 között használt álnév) | Csalog ZsoltK |
| Koósa Schubert Antal (névváltozat) | S. Koósa AntalK |
| Koppány Zsolt (írói álnév) | Tar KárolyK, R |
| Korber Alica (álnév?) | Fábián NóraK |
| Kosch Károly (eredeti név) | Kós KárolyK |
| Kossa János (álnév) | Kek ZsigmondK |
| Kóbor László (álnév) | Hollós Korvin LajosÁ |
| kócz (álnév) | Rácz IstvánÁ ? |
| Kónya Gábor (írói név) | Kányádi SándorK |
| Kónya Sándorné (férjezett neve) | Kónya JuditK (férjezett névváltozat)                                                                                          |
| Kóró Pál (álnév) | Farkas AntalÁ |
| Kóró Pál (álnév) | Kubán Endre, idősebb |
| Kósza Bence (álnév) | Erdődy ElekÁ |
| Köhler Gusztáv (álnév) | Sándor PálÁ (1) |
| Kölcsey Kende Klára (névváltozat?) | Kenneth, ClaireK (Írói név. Külföldön polgári név is?)                                                                        |
| Köleséri István (álnév) | Bonczos IstvánK |
| Köllő Károly (írói álnév) | Engel KárolyK |
| Könyves Károly (álnév) | G. Beke MargitK |
| Könyves Tóth László (írói neve 1944 előtt) | Mikó ImreK |
| Köpe Zoltán (eredeti neve) | Thury Zoltán |
| Köres (álnév) | Lékai JánosÁ |
| Körmendi Márta (álnév) | Ács KatóK |
| Körössényi Vilmos János (Teljes polgári név? 1938-49 között használta)                                                                                            | Körössényi JánosK |
| Köves László (írói név) | Kántor LajosK |
| Köves Miklós (álnév) | Kahána MózesÁ, K |
| Kövesdi (álnév???) | Kövesdi JánosK |
| Kövesdi Kiss Ferenc (névváltozat) | K. Kiss FerencK |
| Kövesdi László (írói név) | Szabó LászlóK |
| Kövesi Margit (polgári neve) | Gondos MargalitK |
| Kövér György (álnév) | Adám DezsőÁ |
| Kövi Béla (álnév) | Vészi EndreÁ |
| Kő Béla (álnév) | Kőhalmi BélaÁ |
| Kőműves Zsigmond | Bazsó Zsigmond |
| Kőrakó Mihály (álnév) | Gergely SándorÁ |
| Kőrösi György | Molnár RenéÁ |
| Kőrösi Imre (álnév) | Bodnár IstvánÁ |
| Kőrösi Imre | Révai JózsefÁ |
| Kőrössi Papp József (álnév változat) | Kőrössi P. JózsefK |
| Kőszegi Ákos (álnév) | Bogyay TamásK |
| Kőszegi F. László (eredeti név) | Finta LászlóK |
| Kőtörő (álnév) | Bodnár IstvánÁ |
| Kővágó Pál (újságírói álnév 1939-1941 között) | Schiffer PálÁ |
| Kőváry Ernő Péter (teljes név?) | Kőváry E. PéterK(teljes név névváltozata?)                                                                                    |
| Kramer Imre (eredeti név?, polgári név?) | Keszi ImreK (álnév?) |
| Kraszna József | Keck JózsefÁ |
| Kratofill Dezső (eredeti név 1945-ig) | Baróti DezsőK |
| Kredens Aladár (eredeti név) | Komlós AladárK |
| Kreuss Ágnes (álnév) | Zsámboki ZoltánK |
| Kréter Kálmánné (férjezett neve) | Négyesy IrénK |
| Kristóf Eszter (álnév) | Deák MártaK |
| Krizbai Géza (álnév) | Kiss JenőK |
| Krompecher (Bertalan? eredeti név 1941-ig) | Korompay BertalanK |
| Kronikás (írói álnév) | Buza Barna |
| Kronstadt, Johann von (álnév) | Orbán János DénesK |
| Krónikás | Farkas Emőd |
| Krónikás (álnév) | Kannás AlajosK |
| Kruesz, Maria (álneve külföldön) | Brunauer Hunyadi Dalma |
| K. Rumi (Erzsébet? férjezett névváltozat) | Rumi ErzsébetK |
| Krumpli János | Puskás LajosÁ |
| Kriksz Júlia (polgári neve?) | Kada JúliaK (felvett név?) |
| Kubányi András | Zöld SándorÁ |
| Kubinyi Géza, Kubinyi G. Lajos, Kubinyi M. Lajos (álnév változatok)                                                                                               | Meskó LajosK |
| Kucses Éva Etelka Nametta (eredeti teljes leánykori neve) | Janikovszky ÉvaK (férjezett neve)                                                                                             |
| Kugel István (eredeti név vagy álnév?) | Barzilay IstvánK |
| Kukulics Lázó | Lázár VilmosÁ |
| Kulcsár István (eredeti név 1954-ig) | Karcsai Kulcsár IstvánK |
| Kulcsár József | Keck JózsefÁ |
| Kulisch Mária (leánykori név?) | Pál RitaK |
| Kunczer Gyula (eredeti név) | Kunszery GyulaK (néhol Kunszeri Gyula)                                                                                        |
| Kun-bán | Kubán Endre, idősebb |
| Kun Edit (írói név) | Drenkó MargitK |
| Kunitzer Szonja (írói álnév) | Kun ErzsébetK (eredetileg leánykori név?)                                                                                     |
| Kurdi Péter (álnév) | Deme LászlóK |
| Kurtucz Mihály (polgári név) | Sarusi MihályK |
| Kutassy Máté (írói név) | Pósa ZoltánK |
| Kuthy Kálmán | Moskovits KálmánÁ |
| Kuti | Kaczander GyulaÁ |
| Kúthy Mihály (álnév) | Fenyő Miksa |
| K. Varga Pál (álnév) | Köteles PálK |
| Kvazimodo István (álnév) | Kvazimodo Braun IstvánKnéhol Kvazimodo-Braun István                                                                           |
| Kvász Iván | Szvák Gyula |
| L. Iván | Gyöngyös IvánÁ |
| Laczkó Miklósné (férjezett neve) | L. Kiss IbolyaK (férjezett névváltozat)                                                                                       |
| Lackóné Kiss Ibolya (férjezett névváltozat) | L. Kiss Ibolya (férjezett névváltozat)                                                                                        |
| Lăcătuşu, Dumitru (Mitică) illetve zárójelek nélkül. (román írói neve)                                                                                            | Lakatos DemeterK (írói név)                                                                                                   |
| Lăcătuşu, Mitică (román nyelvű verseinél) | Lakatos DemeterK (írói név)                                                                                                   |
| Ladányi Sándorné (férjezett névváltozat) | L. Kozma BorbálaK |
| Lajtha Géza (álnév) | Franyó ZoltánK |
| Lamarque, Georges | Gachot, FrançoisÁ |
| L'Amie, André | Barát EndreK |
| Lancelot, C. (álnév) | Kopeczky LászlóK |
| Lantos László (álnév) | Farkas LászlóK |
| Lassen János | Lékai JánosÁ |
| Lassen, John | Lékai JánosÁ |
| Laurent György | Lukács GyörgyÁ |
| Lawrence, Leslie L. (álnév) | Lőrincz L. LászlóK |
| Lazar, André | Bajomi Lázár EndreK |
| L.Á. (szignó) | Lőrinc Péter (álnév) |
| Láng Árpád (álnév) | Lőrinc PéterÁ, K (álnév) |
| Láng Olivér | Rapai Ágnes |
| Láng Pálné (férjezett neve) | Láng ÉvaK (férjezett névváltozat)                                                                                             |
| Lányi Árpád (álnév) | Lőrinc PéterÁ (álnév) |
| Lányi Sarolta Erzsébet Fausztina (teljes leánykori neve) | Lányi Sarolta |
| László Imre (fordítói álneve) | Gara László |
| László Marianna Daisy (leánykori név) | Birnbaum, Marianna D.K |
| Lázár András | Bajomi Lázár EndreK |
| Lázár György (álnév) | Tóth SándorK |
| Lázár István, ifj. (írói névváltozat) | Lázár IstvánM(1) |
| Lázár István, ifj. (írói névváltozat) | Lázár IstvánM(2) |
| L. B. (szignó) | Baránszky LászlóK |
| Leblanc, Jean-Paul (álnév) | Nemere István |
| Leconte (írói álnév) | Ákos Miklós |
| Lehner István (eredeti név) | Lendvai István |
| Lehotai Sándor | Sas LászlóÁ |
| Lellei Béla (írói álnév) | Leleszy Béla (írói álnév?) |
| Lelkes, Magdalen (álneve külföldön) | Brunauer Hunyadi Dalma |
| Lenard, Alexander (külföldön) | Lénárd SándorK |
| Lendvai Éva (névváltozat) | Lendvay ÉvaK |
| Lenke Sári | Lányi SaroltaÁ |
| Lerner Gábor | Erdős LászlóÁ |
| Les (szignó) | Köteles PálR |
| Lesit/t/ Emil | Szittya EmilÁ |
| Lestian | Jász DezsőÁ, K |
| Leveleky Zoltán | Alfay ZoltánÁ |
| Levele Zsolt | Lányi SaroltaÁ |
| Leveles Zsolt | Lippay ZoltánÁ |
| Levi | Gyöngyös IvánÁ |
| Lénard Sándor (névváltozat) | Lénárd SándorK |
| Lénárt Béla | Lázár VilmosÁ |
| Lénárt Györgyné, Hortobágyi Éva | Lénárt ÉvaK |
| Lészai Bordy Margit (előnév, férjezett név, egyéb?) | Bordy MargitK |
| Létai György | Kállai GyulaÁ |
| Létai György | Losonczy GézaÁ? |
| Lichtmann László (polgári név?) | Lovas LászlóK |
| Lichtmannegger Árpád Zoltán (eredeti név) | Majtényi ZoltánK |
| Licker M. Zsuzsanna (férjezett névváltozat??? kb. 1976-1979) | M. Veress ZsuzsannaK |
| Licker Zsuzsanna (leánykori név???) | M. Veress ZsuzsannaK |
| Ligethy Béla (1919-1928 között, névváltozat?) | Várkonyi Nagy BélaK |
| Ligeti (álnév?) | Mózsi FerencK (2) (Költő. Teljes nevén Mózsi Ferenc János)                                                                    |
| Ligeti (Béla? eredeti név 1919-ig) | Várkonyi Nagy BélaK |
| Ligeti Pál (írói álnév) | Tar KárolyR |
| Lill András | Szolnoki AndrásÁ |
| Lion (Sz. D.) (írói álnév) | Martos Ferenc |
| Lipák (Tibor? polgári név) | Zalán TiborK |
| -li -za | Nyiszli GézaÁ |
| L. M. (szignó fordítóként 1937) | Gáspár MargitK |
| -logh | Balogh Edgár |
| Logodi Aurél (álnév) | Lux AlfrédK |
| Lomb Frigyesné (férjezett neve) | Lomb KatóK (férjezett névváltozat)                                                                                            |
| Lord, D. | Ákos MiklósK |
| Losonczy Kálmán (álnév) | Füry LajosK |
| Lothringer László (eredeti név) | Lothár LászlóK |
| Lottinge, Klaus von (álnév) | Nemere István |
| Lovai (József? álnév) | Viola JózsefK |
| Lovass Antal | Löffler A. PálÁ |
| Lovass István (álnév) | Lőrinc PéterÁ (álnév) |
| Lovászy Magda (magyarosított leánykori név?) | M. Lovászy MagdaK |
| Lovrics Péter (álnév) | Lőrinc Péter (álnév) |
| -lóczi (szignó) | Pálóczi Horváth GyörgyP |
| Lóránd László | Mária BélaÁ |
| Löbl Árpád (polgári név) | Lőrinc PéterK (álnév) |
| Lölkös István (álnév. Vagy mégis eredeti név? polgári név?) | Lelkes IstvánK |
| Löwinger György Bernát (eredeti név) | Lukács GyörgyK |
| Lőrincz András (álnév) | Lux AlfrédK |
| Lőrincz Péter (álnév ritkábban használt változata) | Lőrinc PéterÁ (álnév) |
| Lőrinczné (???, férjezett neve) | L. Gály OlgaK |
| L. P. (szignó) | Lőrinc Péter (álnév) |
| Luczai András (álnév) | Csiki LászlóK |
| Ludowyk (férjezett neve külföldön) | Gyömrői Edit |
| Ludwig Éva (leánykori név) | Petrőczi ÉvaK (írói név) |
| Lukács Imre (eredeti név) | Sz. Lukács ImreK |
| Lukács János (polgári neve 1959-től) (álnév) | Bor AmbrusK (közismertebb írói álneve)                                                                                        |
| Lukács Klára (írói név) | Kardos Klára |
| Lukács Pál | Zalka MátéÁ |
| l-Ungurusi, Rasidü (török névváltozat) | Vámbéry Ármin |
| Lupus (álnév) | Farkas AntalÁ |
| Lustig Márta (eredeti név) | Gergely MártaK |
| Lutsky Klára (eredeti név) | L. Kovács KláraK |
| Lux S. Pál (álnév) | Bíró AndrásK |
| Lyn, F. (írói álneve Kulin Györggyel és Fábián Zoltánnalközösen írt sci-fi regénynél, Q. G. & F. Lyn)                                                             | Kulin FerencK |
| Lyn, Q. G. (írói álnevei a Fábián Zoltánnal közösen írt három sci-fi regényénél)                                                                                  | Kulin GyörgyK |
| M. A. (szignó fordítóként 1935) | Gáspár MargitK |
| M. B. (szignó fordítóként 1934) | Gáspár MargitK |
| M. F. illetve m. f. (szignó) | Martos Ferenc |
| Maar, Frank (álnév) | Meller RózsiK |
| Mac Allister, Archibald (álnév) | Balassa ImreK |
| Madár bácsi | Szöllősi ZsigmondÁ, |
| Madárka | 100% című folyóiratÁ |
| Magos Bálint | Tihanyi ErnőÁ |
| Magyar Kálmán | Rátz KálmánÁ |
| Magyar László (álnév) | Kutasi Kovács LajosK |
| Magyarné Siklós Olga (férjezett neve) | Siklós OlgaK |
| Major János (álnév) | Mód Aladár |
| Major Lajos (eredeti név) | Major-Zala LajosK |
| Majoros Mihály (álnév) | Kovalovszky MiklósK |
| Makkai Árpád (névváltozat) | Makkai ÁdámK |
| Makkó Lajos (polgári név) | Tűz TamásK |
| Maloney, Mack (álnév) | Nemere István |
| Mandicsné Veress Zsuzsanna (férjezett neve) | M. Veress ZsuzsannaK |
| Mann Erik (eredeti név) | Majtényi ErikK |
| marczinfalvi (nemesi előnév? vagy álnév?) | Benda KálmánK |
| Marcipán | Lovászy MártonÁ |
| Marcu | Veress PálÁ |
| Marek Antal (polgári név?) | Marék AntalK |
| Marek Veronika (polgári név?) | Marék VeronikaK |
| Marek Zsuzsánna (születési név, 1954-ig) | Albert ZsuzsaK (1956-tól) |
| Mario | Szucsich MáriaÁ |
| Markbreit Lajos (eredeti név 1898-ig) | Falu TamásK |
| Markos Gábriel | Rákos FerencÁ |
| Markos Péter | Friss IstvánÁ |
| Markovics János (polgári név?) | Medres JánosK |
| Markovics (Mihály?, eredeti név) | Majtényi MihályK |
| Maros, Antal (írói név) | Sivirsky AntalK |
| Marosiné Farkas Ildikó (férjezett név) | Marosi Ildikó (férjezett névváltozat)                                                                                         |
| Marosvölgyi, Dr. (álnév?) | Hegyi Béla, Dr.K |
| Marrierre, Auguste (álnév) | Tabi LászlóK |
| Martel, B. U. | Uitz BélaÁ |
| Marton János | Nádass JózsefÁ |
| Martoncsik József (eredeti név) | Mécs LászlóK (álnév?) |
| Martos Szilárdka (leánykori név 1890-től) | Margittai Szaniszlóné |
| Mash, Robin (álnév) | Böszörményi GyulaK |
| Mason, Connie (álnév) | Vass AnikóK |
| Mayer Ottmárné (férjezett neve) | M. Lovászy MagdaK |
| Mádl Teréz | Mándy TerézÁ |
| Mágócsi | Rózsa RichárdÁ |
| Mák István (álnév) | Jolsvai AndrásK |
| Máli néni | Kollár BélaÁ |
| Márjás Magda (leánykori név) | Hazai JózsefnéK |
| Márk Máté (álnév) | Monoszlóy DezsőK |
| Márk Viktor | Gaál GáborÁ |
| Márton András (írói álneve) | Martinkó AndrásK |
| Márton diák | Lovászy MártonÁ |
| Márton János (polgári név) | Márton PálK |
| Máthé Klára (álnév) | Bodor PálK |
| Máté Rezső | Major RóbertÁ |
| Mátray Lajos (álnév) | Marschalkó LajosK |
| Mátyás Pál (álnév) | Binder PálK |
| Mátyás Péter | Kállai ErnőÁ |
| Mátyus Alice (névváltozat) | Mátyus AlizK |
| McKenzie, Keira (álnév) | Nemere István |
| McWalley, Sarah (álnév) | Vágó ZsuzsannaK |
| Medzihradszky (László? eredeti név) | Petúr LászlóK |
| Medeséri János (álnév) | Hajós JózsefK |
| Medve Miklós | Gaál GáborÁ |
| Megyesy, Eugene F. (külföldön) | Megyesy JenőK |
| Meilhart, Jean Luc (álnév) | Kopeczky LászlóK |
| Meller Róza (eredeti név) | Meller RózsiK |
| Menczer József (eredeti név 1939-ig) | Megyer JózsefK |
| Menkó (szignó) | Menkó László |
| Merényi Péter (eredeti név) | Lengyel PéterK |
| Merhán Miklós (eredeti név) | Csűrös MiklósK |
| Messina, Maria (álnév) | Nemere István |
| Mindentudó Gergely bácsi (álnév) | Gárdonyi Géza |
| M. L. (szignó fordítóként 1938) | Gáspár MargitK |
| Meskó Lajos Géza (teljes neve) | Meskó Lajos |
| Mester Magda (eredeti név) | Füzesi MagdaK |
| Meszes Andor | Tamás AladárÁ |
| Mettly Mihály | Gábor AndorÁ |
| Mettly Mihály | Tamás AladárÁ |
| Metzner Károly (eredeti név 1933-ig) (teljes neve: Metzner Károly Nándor)                                                                                         | Mezősi KárolyK |
| Mezei Kálmán | Tamás AladárÁ |
| Mezey József (névváltozat?) | Mezei JózsefK (2) |
| Méhes József | Szekér NándorÁ |
| Ménes Lajos | Békés IstvánK, Á |
| Mérei Ferencné (férjezett neve) | Juhász MargitK |
| Mész Zoltán | Mészáros ZoltánÁ |
| Mészöly | Kálmán AndrásÁ |
| Mészöly Gézáné (férjezett neve) | Fehér KatalinK |
| Mǐ Bái (kínai neve, 米白 pinjin átírással hangsúlyjelekkel) | Miklós Pál |
| Miess, Günther Johann (polgári név) | Ritoók JánosK |
| Mihailovits Iván (eredeti név) | Ordas Iván |
| Mihalik Ferenc (eredeti név 1938-ig) | Mérő FerencK |
| Mihályi Ferenc (polgári név 1938-tól) | Mérő FerencK |
| Mihályi Gáborné (férjezett neve) | Földes AnnaK |
| Mikes, George (külföldön) | Mikes GyörgyK |
| Miklós István (írói neve 1955 után) | Mikó ImreK |
| Miliczer Júlia (eredeti leánykori név 1904-ig) | Miklós JutkaK |
| Miliczer (László? polgári név) | Somlyai LászlóK |
| Miller, G. H. (álnév) | Molnár GézaK |
| Miller, John Stuart illetve Miller, J. St. | Sándor PálÁ (1) |
| Miller, Miranda (álnév) | Nemere István |
| Milošević, Petar (Петар Милошевић latin betűs átírása) | Milosevits PéterK |
| Ming Ch'ing Lien (szerzetesként használt missziós neve) | Cser LászlóK |
| Minke | Tóth HerminaÁ |
| Minor Róbert | Major RóbertÁ |
| Mi Paj (kínai neve, 米白 újabb magyar átírással) | Miklós Pál |
| Mi Po (kínai neve, 米白 régebbi magyar átírással) | Miklós PálK |
| Miracó illetve Mirácó (álnév) | Faragó Jenő |
| Miriszlai Miklós (polgári név) | Mirisz MiklósK |
| Miro-Mario | Szucsich MáriaÁ |
| Miska, John | Miska JánosK |
| Mitró Zoltán (írói álnév) | Várady Tibor |
| Mittay László | Begyáts LászlóÁ |
| Mittelmann Ferenc (eredeti név 1890-ig) | Martos Ferenc |
| Mittelmann Ferenc (eredeti név 1890-ig) | Martos Ferenc |
| Mittelmann Szilárdka (eredeti név 1890-ig) | Margittai Szaniszlóné |
| M. Kiss András (álnév) | Kiss AndrásK |
| ...-m-n (szignó) | Semlyén IstvánR |
| Moli Tamás (eredeti név? előnév? sajtóhiba?) | Moly TamásK |
| Moll, Anna (álnév) | Nógrádi GáborK |
| Mollock, T. (álnév) | Halász PéterK |
| Molnár (eredeti név?) | Mészöly MiklósK |
| Molnár Dénes | Székely TiborÁ |
| Molnár, Eugen Georg (külföldön) | Molnár GyörgyK |
| Molnár Ferenc (eredeti név) | A. Molnár FerencK |
| Molnár Géza (eredeti név) | Petry CsabaK |
| Molnár Gizella Mária (teljes leánykori név) | Mollináry Gizella (írói név?)                                                                                                 |
| Molnár-Héricz Lajos (ritkán, mások által használt, hivatkozott névváltozat)                                                                                       | Molnár H. LajosK |
| Molnár Imre (polgári neve) | Péntek ImreK (álnév) |
| Molnár Jenő György (teljes név) | Molnár GyörgyK |
| Molnár Márta (leánykori név) | Sárközi MártaK (férjezett névváltozat)                                                                                        |
| Molnár Rózsa Mária (teljes leánykori név) | Molnár MáriaK |
| Molnár Szabolcsné (férjezett neve) | Molnár ErzsébetK (férjezett névváltozat)                                                                                      |
| Monoszlóy M. Dezső (teljes név? névváltozat?) | Monoszlóy DezsőK |
| Moretti, Melissa (álnév) | Nemere István |
| Mortensensky, Thomas W. (álnév) | Ladányi BálintK |
| Morton, Sir Steve (álnév) | Nemere István |
| Moscovitz Amália (leánykori név) | Lesznai AnnaK |
| Mosonyi Ferenc | Weinberger JánosÁ |
| Moussambani, Eric (álnév) | Darvasi László |
| Moward, T. (álnév) | Nemere István |
| Moži, Ferenc (névváltozat szerb-horvát nyelvű kiadványokban) | Mózsi FerencK (1) |
| Mód Aladár (álnév) | Antal JánosÁ |
| Mós János | Terebessy JánosÁ? |
| Mózsi, František (névváltozat szlovák nyelvű kiadványokban) | Mózsi FerencK (1) |
| Möller | Vágó BélaÁ |
| m. p. b. (szignó) | M. Pogány Béla |
| Mr. Dob (művésznév) | Kovács Gyula (1929–1992) dzsesszdobos                                                                                         |
| M. Reinhart Erzsébet (férjezett névváltozat) | Molnár Erzsébet (férjezett névváltozat)                                                                                       |
| Mummery Róbert (álnév) | Gárdonyi Géza |
| Munels Pál (eredeti név) | Bányai PálÁ |
| Murphy, A. G. (álnév? házi név?) | Bak Béla Sándor |
| Murphy, A. G. (álnév? házi név?) | Nagy Dániel |
| Myriam (álnév) | Erdős Renée |
| Nagel Endre | Zsigmond EndreÁ |
| Nagel Lajos (névváltozat) | Nágel Lajos |
| Nagyapó (álnév) | Gárdonyi Géza |
| Nagy Anna Mária (egyik korai álneve Magyarországon) | Brunauer Hunyadi Dalma |
| Nagy Atilla Kristóf (Névváltozat) | Nagy Attila KristófK |
| Nagy Attila (eredeti név) | Nagy Attila KristófK |
| Nagy Ágnes (leánykori név) | Tandori ÁgnesK (férjezett névváltozat)                                                                                        |
| Nagy Áron (álnév?) | Egyed ÁkosK |
| Nagy Bálint (álnév) | Nagy GézaK |
| Nagy Bőgős | Kálmán FarkasÁ, |
| Nagy Elek (polgári név) | Méhes GyörgyK (írói álnév) |
| Nagy Gábor | Gergő ZoltánÁ |
| Nagy Géza (polgári név) | Sz. Nagy GézaK (álnév) |
| Nagy György | Molnár RenéÁ |
| Nagy István (eredeti név) | Ágh IstvánK |
| Nagy János | Gyetvai JánosÁ |
| Nagy János | Nádudvari Nagy JánosK |
| Nagy Lajos (polgári név) | Zs. Nagy LajosK (írói név) |
| Nagy László (eredeti név) | Peterdi Nagy LászlóK |
| Nagy Mária (eredeti családnévvel) | Adonyi Nagy MáriaK |
| Nagy Miklós (eredeti név) | Vajkai MiklósK |
| Nagy Péter (1) | Grandpierre Emil |
| Nagy Péter (2) (eredeti név) | Nagy Sz. PéterK |
| Nagy Piroska (eredeti név) | F. Nagy PiroskaK |
| Nagy Sándor (eredeti név) | E. Nagy SándorK |
| Nagy Teréz | Radványiné Ruttkay EmmaÁ |
| Nagy Tibor Tihamér (eredeti teljes név) | Zám TiborK |
| Nagy Zoltán (eredeti név 1977-ig) | Onagy ZoltánK |
| Nagypál István (írói név) | Schöpflin GyulaÁ, K |
| Nagy Zoltán (eredeti családnév) | Abádi Nagy ZoltánK |
| Nap Fábián (álnév) | Hann FerencK |
| Nádas Magda (leánykori neve) | Aranyossi MagdaK |
| Nádasdi Veres Péter (kevert névváltozat?) | Nádasdi Péter (írói álnév) |
| Nádorné Gellért Anikó (férjezett neve) | Gellért AnikóK |
| Nánási Judit (leánykori név) | Kacsó JuditK (férjezett névváltozat)                                                                                          |
| Nelovánkovics József (eredeti név) | Méliusz JózsefK |
| Nemes Lajos (álnév) | Nágel LajosÁ |
| Nemes László | Illés BélaÁ |
| Nemes László (polgári név) | Nemess LászlóK |
| Nemes Lászlóné (férjezett neve) | Fehér KláraK |
| Nemeskéry Sándor (álnév) | Gárdonyi Géza |
| Négyesy, Irene (külföldön) | Négyesy IrénK |
| Németh Géza Béla (teljes polgári név) | Németh G. BélaK |
| Németh György (eredeti név) | Vitéz GyörgyK |
| Németh István (1) (eredeti név, polgári név) | Dénémeth IstvánK (írói álnév)                                                                                                 |
| Németh István (2) (eredeti név) | Németh István PéterK |
| Németh István (3) (eredeti név) | Z. Németh IstvánK |
| Németh János (polgári név) | Bárdosi Németh JánosK (írói név)                                                                                              |
| Németh Károly (eredeti név) | Szakonyi Károly (írói álnév, 1963-tól polgári név)                                                                            |
| Németh Lajos | Lukács GyörgyÁ |
| Németh Mária (eredeti név) | Fényes MáriaK |
| Németh Péter (eredeti név) | Németh Péter MikolaK |
| Németh Romána (álnév) | Gimes RománaK |
| Németh Sándorné, Dr. (férjezett neve) | Bálint ÁgnesK |
| Névtelen | Kálmán Farkas |
| Névtelen Ákos | Gábor AndorÁ |
| Névtelen költő | Gábor AndorÁ |
| Névtelen Nótárius | Losonci ÁdámÁ |
| Nieburg | Hevesi ÁkosÁ |
| Niedermayer István (eredeti vagy polgári név?) | Nemere István |
| Niemayer, Stefan (álnév) | Nemere István |
| Nil (írói álnév) | Dapsy Gizella |
| N. L. (szignó) | Nágel Lajos |
| Nomád (írói álnév) | Lendvai István |
| Nording, Steve illetve Nording, S. (álnév) | Nemere István |
| Nordking, Stefanie (álnév) | Nemere István |
| Nota (álnév) | Kövesdi JánosK |
| Novák Ferenc (álnév) | Gergely SándorÁ |
| Novák László (1941-ig) | Balassa LászlóK |
| Novis, J. Carlo (álnév) | Hollós Korvin LajosÁ |
| Novotnyné (férjezett neve) | Abaffy Csilla, N.K |
| Nóra (álnév) | Komját IrénÁ |
| Nótárius (álnév) | Thury Zoltán, ifj. |
| N. V. (szignó) | Némethy Viktor |
| Nyárasdy Flóris (álnév) | Balogh EdgárÁ |
| Nyilassy Jenő (álnév) | Vadász FerencÁ |
| Nyilatlan keresztes (álnév) | Erdődy ElekÁ |
| Nyilatlan Keresztes (álnév) | Kunszery Gyula (néhol Kunszeri Gyula)                                                                                         |
| Nyiry, Jules (álnév) | Bencs ZoltánÁ |
| O'Brien, Charlotte (álnév) | Pinczés BeátaK |
| Observer | Nádass JózsefÁ |
| Oby Gyula (írói név) | Obersovszky GyulaK |
| Odesszai | Szatmári AntalÁ |
| Odette | VermesnéÁ |
| Oeconomicus | Gergő ZoltánÁ |
| Oekonomus | Gergő ZoltánÁ |
| Oláh P. József (álnév, névváltozat) | Oláh JózsefK |
| Old Boy (írói álnév) | Tábori Kornél |
| Old Reporter | Vécsey LeóÁ |
| Oltean László (eredeti név 1962?-ig) | Oltyán LászlóK |
| Omega (álnév) | Dóczy Lajos |
| Omikron (álnév) | Dóczy Lajos |
| Onkel Tóbiás (vagy Onkel Tobias?) (álnév) | Dóczy Lajos |
| Oravecz István | Orosz IvánÁ |
| Orbán Gyula (álnév) | Borbándi GyulaK |
| Orbán Jánosné (férjezett neve) | O. Bertha MáriaK(férjezett névváltozat)                                                                                       |
| Orondi András (álnév) | Gereblyés LászlóÁ, K |
| Orosz Lőrinc | Kovai LőrincÁ |
| Oroszfáji István (álnév) | Mikó IstvánK |
| Oroszfáji Mikó István (álnév?) | Mikó IstvánK |
| Orsovai Groff Emil (teljes név?) | Orsovai EmilK |
| Ortner Irén (leánykori név) | Orosz IrénK (írói név?) |
| Osborne, Th. (írói álnév) | Nagy Dániel |
| Osien, Guillaume (álnév) | Erdődi JózsefK |
| Osvát Kálmánné (férjezett neve) | Osvát ZsuzsaK (férjezett névváltozat)                                                                                         |
| Oszkár bácsi | Szalai OszkárÁ |
| Oszkó Aladár (eredeti név) | Mód AladárÁ, K |
| Osztojkán-Farkas Béla (írói névváltozat) | Osztojkán BélaK (írói név) |
| /-osztó-/ | Gosztonyi LajosÁ |
| Otrokocsi Nagy Gábor (névváltozat?)) | O. Nagy GáborK |
| Ovidius | ?Á |
| Ozorai Fülöp | Albert PálK |
| (-ó) | Szabó Jenő |
| Óbudai L. Károly | Lieferant KárolyÁ |
| Ónodi Sándor (álnév) | Veress ZoltánK |
| Óváry Géza (álneve műfordítóként) | Páskándi GézaK |
| Öffenberger Gusztáv (születési név) | Abafáy GusztávK |
| Öreg Medve (írói álnév) | Tábori Kornél |
| Őrs Kund | Kőhalmi BélaÁ |
| Örtényi Gyula | Morvay GyulaÁ |
| Őrhegyi Sándor (írói név) | Kacsó SándorK |
| Örvényes András (írói név) | Vajda IstvánK |
| Őz | Nagy PéterÁ |
| *P. (szignó) | Csató Pál |
| P. Kossányi Imre | Palotás ImreÁ |
| Paál András | Tamás AladárÁ |
| Paál Gergely | Gereben PálÁ |
| Pablo, Juan de | Jász DezsőÁ, K |
| Pajtás Ferenc | Dénes FerencÁ |
| Palics Miklós | Steinfeld SándorÁ |
| Palič Nikola | Steinfeld SándorÁ |
| Pallas, Lessly (írói álnév) | Palásti LászlóK |
| Pallós | Palasovszky ÖdönÁ |
| Pallósi | Palasovszky ÖdönÁ |
| Paloczi-Horvath, George (külföldön) | Pálóczi Horváth GyörgyK |
| Palotai Iván (írói álnév) | Polgár István (1) |
| Pandor | Pünkösti AndorÁ |
| Panther, Peter | Tucholsky, KurtÁ |
| Papír | Palotás ImreÁ |
| Pap Domokos (írói neve 1912-ig) | Gyallay Pap DomokosK |
| Pap Gábor (álnév) | Becsky AndorÁ, K |
| Pap Hedvig (férjezett névváltozat) | Pap KárolynéÁ, K |
| Papp József (1) (polgári név) | Kőrössi P. JózsefK |
| Papp József (2) (polgári neve) | P. Papp AsztrikK |
| Papp József (3) (polgári név) | Sárándi JózsefK |
| Papp Lajos (névváltozat?) | Pap LajosK |
| Papp László (eredeti név?, polgári név?) | Kolozsvári Papp LászlóK |
| Papp Zoltán (eredeti név) | Sumonyi ZoltánK |
| Paprika János (álnév) | Gárdonyi Géza |
| Paraji Illés | Csizmadia SándorÁ |
| Paskuti András (álnév) | Kovács AndorK |
| Parányi Pál | Keller (Kajlós) ImreÁ |
| Parker, C. (álnév) | Gondos MargalitK |
| Parker, W. | Ákos MiklósK |
| Pasquino (álnév) | Mihály László Barna |
| Pataki István | Andreánszky IstvánÁ |
| Pathó Laura (írói álnév) | Molnár Miklós |
| Patkó György | Pákozdy FerencÁ (1) |
| Patrick, Paul (álnév) | Nemere István |
| Paul Ida | Aranyossi Magda (Aranyossi Pálné)Á                                                                                            |
| Patton, Palma (álnév) | Nemere István |
| Pawelcze Rozália | Pálos RozitaK |
| Pawlowsky Eugen | Varga JenőÁ |
| Pax, Paul | Acél PálÁ |
| Payne, Elbert S. (álnév) | Kertész ErzsébetK (férjezett névváltozat)                                                                                     |
| Pákolitz Gabriella (leánykori név) | Pécsi GabriellaK |
| Pál András | Tamás AladárÁ |
| Pál Antal (álnév) | Hamvas BélaK |
| Pál Béla | Tamás AladárÁ |
| Pál János | Antal JánosÁ |
| Páldeák Áron (írói név) | Domokos Pál PéterK (Nem azonos Domokos Péterrelǃ)                                                                             |
| Pálfalvi István | Molnár ErikÁ |
| Pálfay István | Molnár ErikÁ |
| Pálffy Krisztina (álnév) | Horváth AranyK |
| Pálfy István, B. | Révai JózsefÁ |
| Pálos Tibor (írói álnév) | Cseres TiborK |
| Pálmay Zoltán (írói álnév) | Hamvas H. Sándor |
| -pán | Lovászy MártonÁ |
| Pászkán János (polgári név) | Pusztai JánosK (írói álnév)                                                                                                   |
| Pásztor István | Bodnár IstvánÁ |
| Pásztor Mária | Pfeifer MargitÁ |
| P. Dombi Erzsébet (férjezett név, névváltozata?) | Dombi ErzsébetK |
| Peet Goodman (íróként) | P. Szabó István |
| Peet (dalszövegíróként) | P. Szabó István |
| Pelleg, Nehemia (Palesztinában, Izraelben használt névváltozat)                                                                                                   | Felleg GyörgyK |
| Pemzli | Ney FerencÁ |
| Penavin Emilné Borsy Olga (férjezett név) | Penavin OlgaK (férjezett névváltozat)                                                                                         |
| Pepper, John | Pogány JózsefÁ |
| Per | Perl ArturÁ |
| Perella, Charlotte de (álnév) | Czére BélaK |
| Perella, Suzanne de (álnév) | Czére BélaK |
| Pervy Péter | Gábor AndorÁ |
| Pescer, Pierre (álnév? házi név?) vagy Pesceur, Pierre? | Halász PéterK |
| Pescer, Pierre (álnév? házi név?) | Simon ZoltánK |
| Pescer, Pierre (álnév? házi név?) | Tabi LászlóK |
| Peterdy István | Neubauer IstvánÁ |
| Petit, Jean | Weiss JánosÁ |
| Petőfi Sándor János (teljes polgári név) | Petőfi S. JánosK |
| Petróczy Katalin | Várnai ZseniÁ |
| Petrőci Bálint (írói név) | Petrőci BálintK |
| Pécsi Kornél, dr. (álnév) | Csery-Clauser MihályK |
| Ph., P. H. illetve (p. h.) (szignó változatok) | Pálóczi Horváth GyörgyP |
| p. h. gy., (p. h. gy.), P. H. Gy. illetve (P. H. Gy.) (szignó változatok)                                                                                         | Pálóczi Horváth GyörgyP |
| Philobiblos | Kőhalmi BélaÁ |
| Pilvax | Demeter GyörgyÁ |
| Pilvax | Hatvany Lajos |
| Pinkerton, H. (álnév) | Halász Péter |
| Pintér Györgyné (férjezett neve) | Gárdos MáriaK |
| Pintér József (polgári név 1964-ig) | Pintér TamásK |
| Pintér József Tamás (írói név) | Pintér TamásK |
| Pipacs (írói név) | Abet ÁdámN |
| Piskátor | Forgó LajosÁ |
| Plajbász (álnév) | Farkas AntalÁ |
| Plamenac, Žarko (álnév) | Lőrinc Péter (álnév) |
| Pléhes (álnév) | Ábrahám Bernát |
| Poczkody Tibor (eredeti név) | Bábi TiborC, K (álnév) |
| Pohlencz Pál (eredeti név?) | Peterdi PálK |
| Pogány | Dobó JánosÁ |
| Polacsek József (polgári név?) | P. Lengyel JózsefK |
| Pongor Bálint (álnév) | Tóth László |
| Pongrácz Pop Mária (férjezett névváltozat) | Pongrácz P. MáriaK (férjezett névváltozat)                                                                                    |
| Pont (álnév) | Farkas AntalÁ |
| Poór János | Kek ZsigmondÁ |
| Pop, Aurel (román névváltozat) | Papp AurélK (polgári név) |
| Popoff, Borisz Cvetov (eredeti név) | Petrőci BálintK |
| Popp, Aurel (román névváltozat) | Papp AurélK (polgári név) |
| Popper (Mihály? eredeti név?) | Péter MihályK |
| Portik Cseres Tibor (eredeti név) | Cseres Tibor |
| Possonyi László, pozsonyi (előnévvel) | Possonyi LászlóK |
| Postreuter | Kőhalmi BélaÁ |
| Potato, John | Puskás LajosÁ |
| Pócz Olga (írói neve) | L. Gály OlgaK |
| Pór Tibor | Sarló SándorÁ |
| Pórfi Kis János | Nagy ImreÁ |
| Pölöskei Ferencné (férjezett neve) | Varga RózsaK |
| Pratt, S. (álnév) | Gondos MargalitK |
| Preston, Angela (álnév) | Nemere István |
| Princz Lajosné (férjezett neve) | Orosz IrénK (írói név?) |
| Prizma | Révész BélaÁ |
| Pseudo-Stifter, Adalbert (álnév) | Galántai ZoltánK |
| Pudovkin | Háy László ?Á Gábor Andor ?Á                                                                                                  |
| Pudovkin, W. | Gábor Andor ?Á |
| Pukánszky Béláné (férjezett neve) | Kádár JolánK |
| Puskas-Balogh, Eva Sylvia (külföldön) | Puskás-Balogh ÉvaK |
| Puskás-Balogh Éva S. (teljes név névváltozata íróként) | Puskás-Balogh Éva |
| Quasimodo (álnév) | Kvazimodo Braun IstvánKnéhol Kvazimodo-Braun István                                                                           |
| Quasimodo Braun István (álnév) | Kvazimodo Braun IstvánKnéhol Kvazimodo-Braun István                                                                           |
| Quintus (írói álnév) | Vajda János |
| Rab János | Antal JánosÁ |
| Rab Pál (fordítóként használt álnév) | Ágoston PéterÁ |
| Rabkor | Pártos ZoltánÁ |
| Radványi? | K. Havas GézaÁ |
| Ragan, Peter (álnév) | Rácz OlivérK |
| Raggambi Fluck András (Névváltozat. Előnév mint a családnév része.)                                                                                               | Raggamby AndrásK (névváltozat)                                                                                                |
| Rainer-Micsinyei János (korábban használt névváltozat) | Rainer M. JánosK |
| Rajna | Lovas MártonÁ |
| Ralph, E. (álnév) | Barsi Ödön |
| Rajna Géza | Mezőfi VilmosÁ |
| Ranódy Miklósné | Kotzián KatalinK |
| Raste, G. I. | Lippay ZoltánÁ |
| Ravasz Miklós (álnév) | Halász PéterK |
| Ravin, Paul | Sándor PálÁ, K (1) |
| Ray, Irene (újabb férjezett neve külföldön) | Négyesy IrénK |
| Rácz Aurél, dr. (álnév) | Rácz Béla dr.Á |
| Rácz Kálmán (polgári név?) | F. Rácz KálmánK (névváltozat?)                                                                                                |
| Rácz László | Katz LipótÁ |
| Rákos B. Raymund (névváltozat) | Rákos RaymundK |
| Rákos Balázs Raymund (teljes név?) | Rákos RaymundK |
| Rákosi Péter (álnév) | Kormos Gyula |
| Ráth István (polgári név 1909-ig) | Ráth-Végh IstvánK (polgári név 1909-től)                                                                                      |
| Rátz István ? | Balogh IstvánÁ |
| Rátz Kálmán | Agárdi Ferenc és másokÁ |
| Rátz Kálmán, Dr. | Lázár VilmosÁ, K |
| Recianu, Ovid | Kahána MózesÁ |
| Redcliffe, A. H. | Szerb AntalÁ |
| Rédei Géza | Hidas AntalÁ |
| Reed, Andrew | Hollós Korvin LajosÁ |
| Regiszter | Révész MihályÁ |
| Reinhart Erzsébet (leánykori név) | Molnár ErzsébetK (férjezett névváltozat)                                                                                      |
| Reischel Artúr (polgári név) | Réthy AndorK |
| Reisinger (eredeti név???) | Galyasi MiklósK |
| Reményi Árpád | Hoffmann ÁrpádÁ |
| Remete Gáspár (álnév) | Fenyő MiksaÁ |
| Repton, Robert (álnév) | Nemere István |
| Repton, Steve (álnév) | Nemere István |
| Rezek Ödönné (férjezett név) | R. Kocsis RózsaK (férjezett névváltozat)                                                                                      |
| Rezek Román Sándor (teljes név) | Rezek RománK |
| Rezek S. Román (névváltozat) | Rezek RománK |
| Régeni András (álnév) | Kakassy EndreK |
| Rém Elek | Tompa Mihály |
| Rényi Edit (férjezett neve 1914-1919) | Gyömrői EditÁ, K |
| Répa Matyi (álnév) | Gárdonyi Géza |
| Révész Gáspár | Murányi-Kovács EndreÁ |
| Réz Bálint (álnév) | Erdős Renée |
| Rézler (Gyula? eredeti név?) | Réz GyulaK |
| Rihmer Pál (eredeti neve 1946-ig) | Granasztói PálK |
| Rizai (álnév. Rizai László?) | Borbély LászlóK |
| R. Molnár Erzsébet (férjezett névváltozat) | Molnár Erzsébet (férjezett névváltozat)                                                                                       |
| Robber, Ted | Sajó Gyula |
| Robber, W. R. (írói álnév) | Nagy Dániel |
| Roberts, Martin (írói álnév) | Leleszy Béla (írói álnév?) |
| Robogó Máté | Gábor AndorÁ |
| Robotos | Laskai MihályÁ |
| Robotos Árpád | Tóth JózsefÁ |
| Roderich (álnév) | Barsi Ödön |
| Rodriguez, A.; Rodriguez, C. és Rodriguez, E. A. (álnevek) | Barsi ÖdönK |
| Rodriguez Ödön (eredeti név) | Barsi ÖdönK |
| Rodry, E. A. (álnév) | Barsi ÖdönK |
| Rohonczi Nóra (írói álnév) | Molnár MiklósK |
| Roid, Nat (írói név) | Tandori DezsőK |
| Romano Rácz Sándor (álnév) | Rácz SándorK |
| (rop) | Szabó Jenő |
| Rosinger Andor (eredeti név) | Réz AndorÁ |
| Roselle, Anne | Gyenge Anna |
| Rosen (Aliz? eredeti név) | Rózsa AlízK |
| Rospigliosi-Pallavicini, Zsuzsanna (férjezett neve külföldön) | Vadnay ZsuzsaK |
| Rotor | Roth ImreÁ |
| Rovinov illetve Rovinov Branko (írói álnév) | Abaffy Lipót |
| Roy, Clement (álnév) | Moly TamásK |
| Rozgonyi Endre | Révai József (1938. novemberéig)Á                                                                                             |
| Rozgonyi (névváltozat????) | Rozanich IstvánK |
| Rozner Géza (születési polgári neve) | Bereményi GézaK (jelenlegi polgári neve)                                                                                      |
| Rozványi László (álnév) | Hegedűs LászlóK |
| Rozsnyai Kálmánné (férjezett neve) | Dapsy Gizella |
| Róka Tóni (álnév) | Farkas AntalÁ |
| Rózsa András (eredeti név) | Rózsa EndreK |
| Rózsa R. György | Rózsa György |
| Rózsahegyi? | K. Havas GézaÁ |
| Rózsahegyi Zoltán | Rudas LászlóÁ |
| Röszler Irén | Egry IrénÁ |
| Ruprecht Gábor (eredeti név) | Garai GáborK |
| Rupprecht Tibor (eredeti név) | Marconnay TiborK |
| Ruttkay Kálmánné (férjezett neve) | R. Várkonyi ÁgnesK (férjezett névváltozat)                                                                                    |
| Rutterschmiedt Károly (eredeti név) | Thurzó GáborK |
| R. Vay József (álnév) | Révay JózsefK |
| Safáry Ferenc | Sándor PálÁ, K (1) |
| Sahibd, Ali | Hidas AntalÁ |
| Saint-Etienne, Anton de (álnév) | Nemere István |
| Saint, Georges | Szentgyörgyi FerencÁ |
| Salacz Magda (leánykori neve) | Czigány MagdaK(férjezett neve)                                                                                                |
| Salamon Elemér (polgári név) | Sallai ElemérK |
| Salamon (Sándor? polgári név 1948-ig) | Sombori SándorK |
| Sall László | Erdős LászlóÁ |
| Salló Tamás | Salamon LászlóÁ |
| Salyámosy Kiss Miklós (eredeti név? 1933-ig) | Salyámosy MiklósK |
| Sanawad, Peter | Bihari Péter |
| Sanda Mészáros Andor | Gábor AndorÁ |
| Sandy | Gábor AndorÁ |
| Santeres, Stéphanes (álnév) | Sárkány IstvánK |
| Sarto, Francesco del (álnév) | Baranyi FerencK |
| Sas | Szerényi SándorÁ |
| Sauerland, Kurt | Sándor PálÁ (1) |
| Saxton, William (írói álnév) | Nagy Dániel |
| Sándor András (születési név) | András SándorK |
| Sándor Andrásné (férjezett névváltozat 1966-tól) | Dobos IlonaK |
| Sándor Judit (leánykori név) | Sövényházyné Sándor JuditK |
| Sándor Rudolf (álnév) | Zsámboki ZoltánK |
| Sántha Máté (írói név) | Kardos KláraK |
| Sánta Ödön (álnév) | Makkai ÁdámK |
| Sánta Péter, Sántha Péter | Simokovich RókusÁ |
| Sántha Ferenc (polgári neve) | Mózsi FerencK (3) (író, novellista írói álneve)                                                                               |
| Sárbogárdi Jolán (álnév) | Parti Nagy LajosK |
| Sári-Gál Imre (névváltozat) | Sári Gál ImreK |
| Sárkány György (álnév) | Eszterhás IstvánK |
| Sárkány László | Schiff LászlóÁ |
| Sárkány Szilveszter (eredeti név) | Dési ÁbelK |
| Sásdi Sándor Pál (Álnév? Polgári név? 1936-1946 között) | Kende SándorÁ, K |
| Schiermeister Dávid | Demény Ottó |
| Schiffer Mózes (eredeti név) | Schiffer Pál |
| Schlesinger Albert (eredeti neve 1901-ig) | Gyergyai Albert (írói név?)                                                                                                   |
| Schlesinger (Ilona? Eredeti leánykori név 1905-ig) | Kosztolányi DezsőnéK |
| Schneider Júlia (eredeti név) | Baranyai JúliaK |
| Schröder Béla | Révai JózsefÁ |
| Schuller Rudolf (polgári neve) | Pávai MihályK (írói álnév) |
| Schuster, Eugen | Varga JenőÁ |
| Schutz, Edmond (külföldön) | Schütz ÖdönK |
| Schütz, Edmond (külföldön) | Schütz ÖdönK |
| Schwarzenegger Pál (írói álnév) | Dippold PálK |
| Schweiger Imre (születési név) | Balassa ImreK |
| Scorpio | Illés ArtúrÁ |
| S. Dobos Ilona (férjezett névváltozat 1948-1966 között) | Dobos IlonaK |
| Sebe Jánosné (férjezett név) | Madácsy PiroskaK |
| Sebeok, Thomas A. (külföldön) | Sebők TamásK |
| Sebesi Erzsébet (eredeti név) | Gazdag ErzsiK (férjezett neve?)                                                                                               |
| Sebők (János? eredeti név?) | Sebeők JánosK |
| Seghers | Radványi Nelli vagy NettiÁ,                                                                                                   |
| Selmeczi Kristóf, dr. (álnév) | Csery-Clauser MihályK |
| Semjén Béla | Bodnár IstvánÁ |
| Semjén István (névváltozat) | Semlyén IstvánK |
| Semper idem | Vértes JenőÁ |
| Semper Viktor | Supka GézaÁ |
| Sente András (írói név) | Petrőci BálintK |
| Serák Julianna Róza (leánykori név) | Zsigray JuliannaK (álnév) |
| Sereghy Kálmán (álnév) | Sándor KálmánÁ, K |
| Seregi Károly (álnév) | Sándor KálmánK |
| Serényi Imre | Kodolányi JánosÁ |
| Serényi Sprenger Ferenc (folyóiratokban használt névváltozat) | Serényi FerencK |
| Seymour, Lilly (álnév) | Nemere István |
| Sétáló úr | Krenner Miklós |
| Shad, Tom | Hidas AntalÁ |
| Shering, P. (álnév) | Halász PéterK |
| s. i. (szignó) | Semlyén IstvánR |
| Sidó D. Ágnes (férjezett névváltozat) | D. Sidó ÁgnesK (férjezett névváltozat)                                                                                        |
| Sigmond, Andrew (külföldön) | Zsigmond EndreK |
| Siki Géza (írói neve) | Rónay LászlóK |
| Simándy Pál | Gombos FerencÁ |
| Simon Zoltán (álnév) | Tabi LászlóÁ, K |
| Simonffy-Tóth András (eredeti név) | Simonffy AndrásK |
| Simplicissimus (álnév) | Török AndrásK |
| Singer Gyuri | Gönczöl GyörgyÁ |
| Sipos Andrásné (férjezett neve) | Sipos BellaK (férjezett névváltozat)                                                                                          |
| Sipos Gyula (születési név) | Albert PálK |
| Sipos Pál | Albert PálK |
| Siposné Sárdi Margit (férjezett neve) | S. Sárdi MargitK (férjezett névváltozat)                                                                                      |
| Sipulusz | Tamás Gáspár Miklós |
| Sirató Károly (eredeti név? névváltozat?) | Tamkó Sirató KárolyK |
| Sivirsky Antal Lajos István (teljes név. Inkább külföldön.) | Sivirsky AntalK |
| Skala (István? eredeti név 1932-ig) | Sándor IstvánK |
| Skiz | Diószeghy TiborÁ |
| Sklanicz Vince (eredeti név) | Sulyok VinceK |
| Skorpió | Illés ArtúrÁ |
| S. M. (szignó fordítóként 1938) | Gáspár MargitK |
| Smidt (László? eredeti név) | Siklós LászlóK |
| Smith, R. C. (álnév) | Nemere István |
| Sneider, Joszif | Sík EndreÁ |
| Solenard, Hc. G. S. (írói név) | Tandori DezsőK |
| Solymosi Hedvig? (magyarosított leánykori név?) | Pap Károlyné |
| Solymosi Pap Hedvig (Férjezett névváltozat. Létező?) | Pap KárolynéK |
| Somlyó Györgyné (férjezett neve) | Nikodémusz ElliK |
| Somogyi lantos (álnév) | Gárdonyi Géza |
| Somos László (álnév) | Nemess LászlóK |
| Sommerfeld, Jules | Komját AladárÁ |
| Somorja Sándor | Steinfeld SándorÁ, |
| Somos Péter (írói név) | Hunčík PéterK |
| Soó Domokos (írói álnév) | Polgár István (1) |
| Soó Jenő (születési név) | Szabó Jenő |
| Soóky G. László (írói név) | Soóky LászlóK (írói név) |
| Soós László (írói név) | Pillich LászlóK |
| Soproni Béla | Kőhalmi BélaÁ |
| Sorry | Szomori EmilÁ |
| Só Bernát (álnév?) | Ruttkay ArnoldK |
| Sós László | Schönmann LászlóÁ |
| Sós Miklós | Zala ImreÁ, |
| Söjtör András (álnév) | Farkas Antal |
| Sövényházy Ferencné Sándor Judit (férjezett névváltozat) | Sövényházyné Sándor JuditK |
| Spánics Hajdu Ferenc (polgári név? névváltozat?) | Hajdu FerencK |
| Spectator | Guttmann HenrikÁ |
| Spectator | Krenner MiklósÁ |
| Speneder Andor (eredeti név) | Solt AndorK |
| Spielmann (Mihály? eredeti név) | Sebestyén MihályK |
| Spitzer, Franjo (eredeti név) | Sinkó ErvinK |
| Sprenger Ferenc (polgári név) | Serényi FerencK |
| /-s-s/ | Mónus IllésÁ |
| Stafford, Peter (írói név külföldön) | Tábori PálK |
| Stančić, Mihajlo (eredeti név) | Táncsics Mihály |
| Stanislawsky, S. | Gelber dr.Á |
| Stärk Izrael (eredeti név) | Erős Gyula |
| Šteklné (férjezett neve) (Így? Vagy Šteklné Havas Márta?) | Havas MártaK |
| Steinschreiber Edit (leánykori név) | Bruck EdithK(férjezett név változata)                                                                                         |
| Stern (Pál? eredeti név) | Sándor Pál (2)K |
| Sternberg, Jakov Iszaakovics (a Szovjetunióban, Ukrajnában) | Váradi-Sternberg JánosK |
| Stetka Mária Éva (teljes leánykori név) | Stetka ÉvaK |
| Stettner György (eredeti név) | Zádor György |
| Stevens, Christopher (írói név külföldön) | Tábori PálK |
| Stevanyik Gyula (eredeti név 1936-ig) | Békési GyulaK |
| Stock, Peter (álnév) | Tőke Péter MiklósK |
| Stockinger László (eredeti név 1937-ig) | Cser LászlóK |
| Stone, Ernest | Tihanyi ErnőÁ |
| Stone, Martin | Szirmai TamásÁ |
| Stone, Richard (álnév) | Nemere István |
| Streit (György? eredeti név) | Sándor GyörgyK |
| Stumpf-Benedek András (eredeti név) | S. Benedek AndrásK (névváltozat)                                                                                              |
| Suba Dániel (polgári név) | Suba DaniK (írói névként használt becenév)                                                                                    |
| Suban Zoltán (álnév) | Soós ZoltánK |
| Sumonyi Papp Zoltán (szerkesztőként) | Sumonyi ZoltánK |
| Sün Sanyi | Papp Ferenc |
| Subah Zoltán | Soós Zoltán |
| Suhogó | Somogyi BélaÁ |
| Stricker Hedvig (eredeti leánykori név) | Pap Károlyné |
| Sywarew | Palasovszky ÖdönÁ |
| Sz. Á. | Kek ZsigmondÁ |
| Szabadjai István | Széll IstvánÁ |
| Szabó Andrásné (férjezett neve) | Petrőczi ÉvaK (írói név) |
| Szabó Béla (eredeti név) | Csepeli Szabó BélaK |
| Szabó Dávid (álnév) | Kormos Gyula |
| Szabó Ernő (eredeti név) | Endrődi Szabó ErnőK (álnév)                                                                                                   |
| Szabó Ferenc (eredeti név) | Cserés FerencK (álnév?) |
| Szabó Géza (eredeti név) | Baróti GézaK |
| Szabó (Imre? eredeti név?) | Sz. Stein ImreK |
| Szabó István (eredeti név) | Bágyoni Szabó IstvánK |
| Szabó István (eredeti név 1957-ig) | Katona Szabó IstvánK |
| Szabó István (eredeti név?) | Ószabó IstvánK |
| Szabó István (2009-től felvett név édesanyja leánykori neve alapján)                                                                                              | P. Szabó István |
| Szabó István Mihály (polgári neve) | Gulay IstvánK |
| Szabó Izabella (leánykori név) | Sipos BellaK (férjezett névváltozat)                                                                                          |
| Szabó János | Mayer OttmárÁ |
| Szabó János | Malusev, CvetkoÁ |
| Szabó József (írói név) | Kardos Klára |
| Szabó József | Szekér NándorÁ |
| Szabó (József? polgári név) | Somlay Szabó JózsefK |
| Szabó Zoltán (eredeti név 1969-ig) | Köntös-Szabó ZoltánK |
| Szacsvay-Fehér Tibor (névváltozat) | Fehér TiborK |
| Szacsvay Gusztáv | Gaál GáborÁ |
| Szakal (Erzsébet? Leánykori név) | Kisjókai ErzsébetK (álnév?)                                                                                                   |
| Szakács Gábor | Szabó GézaÁ |
| Szakácsi (eredeti név?) | Csorba TiborK |
| Szakácsi Áron | Szakasits ÁrpádÁ |
| Szalai András | Landler ErvinÁ |
| Szalai György | Sándor PálÁ (1) |
| Szalatnyay Józsefné (férjezett neve) | Dénes ZsófiaK |
| Szalay István | Gaál Gábor |
| Szalay László | Gaál Gábor |
| Szalkai György | Schiff LászlóÁ |
| Szalkay Leona (leánykori név?) | Sz. Kanyó LeonaK (férjezett neve?)                                                                                            |
| Szalontai István (álnév) | Bonczos IstvánK |
| Szamosi Endre (álnév) | Mezei JózsefK (1) |
| Szappanos Gézáné (férjezett név változata) | Brodszky ErzsébetK |
| Szatmári György (álnév?, eredeti név?) | Domahidy MiklósK |
| Szatyi | Szatmári AntalÁ |
| Szatyi | Szatmári SándorÁ |
| Számadó György | Szilágyi AndrásÁ |
| Szántó Árpád | Mayer OttmárÁ |
| Szántó István (írói név) | Kardos Klára |
| Szántó L. | Mayer OttmárÁ |
| /szárdi/ | Faragó LászlóÁ |
| Szántó Gyula (álnév) | Hidas AntalK |
| Szász (Lóránt? polgári név) | Zas LórántK |
| Sz. Brodszky Erzsébet (férjezett név változata) | Brodszky ErzsébetK |
| Szebeni Gáspár | Bolgár ElekÁ |
| Szebeni Vámszer Géza (előnévvel?) | Vámszer GézaK |
| Szebenyi | Vági FerencÁ |
| Szebenyi Gáspár | Bolgár ElekÁ |
| Szebenyi Gáspár | Gábor AndorÁ |
| Szegő Albert (polgári neve 1901 után) | Gyergyai AlbertK (írói név?)                                                                                                  |
| Szegzárdy-Csengery Kristóf (teljes név) | Csengery KristófK |
| Székely Boldizsár (álnév 1957-1967 között) | Karátson EndreK |
| Székely Dávid Gyula (álnév vagy polgári név névváltozata?) | Kormos GyulaK |
| Székely Gyula (polgári név) | Kormos GyulaÁ, K |
| Székely István (születési név) | Darkó IstvánK |
| Székely Jánosné (férjezett neve) | Varró IlonaK |
| Székely Mózes | Daday LórándÁ |
| Székely Piroska | Palánkay Klára |
| Szekeres István | Stolte IstvánÁ |
| Szekszárdi László | Faragó LászlóÁ |
| Szele Péterné (férjezett névváltozat) | Domokos EszterK |
| Szele Vera (Szerkesztőként. Férjezett névváltozat) | Domokos EszterK |
| Szeles Tibor | Steinitz TiborÁ |
| Szelényi Károlyné (férjezett neve) | Kun ErzsébetK (eredetileg leánykori név?)                                                                                     |
| Szemlér Éva (leánykori név) | Lendvay ÉvaK |
| Szendrői Kovách Irén (eredeti név előnévvel?) | Arnóthy KrisztinaK |
| Szenes (László? Álnév) | Kroó LászlóK |
| Szentesi (álnév) | Farkas AntalÁ |
| Szentesi (István? Nagy István? Álnév) | Kristó Nagy IstvánK |
| Szentessi Károly | Szántó ZoltánÁ |
| Szentgyörgyi Anna | Gaál GáborÁ |
| Szentgyörgyi Gábor | Gaál Gábor |
| Szentgyörgyi Mária (álnév) | Kisgyörgy RékaK |
| Szentmiklósi István (álnév) | Bonczos IstvánK |
| Szentmiklóssy Lajos | Molnár ErikÁ |
| Szent Simoni (álnév fordítóként) | Csató Pál |
| Szepesi András (álnév) | Milotay IstvánK |
| Szepesi Nits István (polgári név? 1942-től) | Nits István JakabK |
| Szerb György | György MátyásÁ |
| Szerb Máté (írói álnév) | Kurdy Fehér JánosK |
| Szeremlei | Lázár VilmosÁ |
| Szeremley László | Gaál GáborÁ |
| Székely János | Alföldi GézaK |
| Székely Lajos (álnév) | Molnos Lajos |
| Székely Mózes (álnév) | Daday LorándK |
| Szépkuti Miklós | Schönbrunn MiklósÁ |
| szi | Vészi EndreÁ |
| Szidor | Szilágyi SándorÁ |
| Szilágyi István (polgári neve) | Gittai IstvánK |
| Szilárd Kató, Dr. (leánykori név) | Lomb KatóK (férjezett névváltozat)                                                                                            |
| Sziszák György, Dr. (álnév) | Nemere István |
| Szív Ernő (álnév) | Darvasi LászlóK |
| - szky - | Andreánszky IstvánÁ |
| Szobotka Katalin | Beczássy JuditK |
| Szociálpolitikus | Propper SándorÁ |
| Szolnoki Sándor Pál | Sándor PálÁ, K (1) |
| Szombathelyi Sándor | Goldschmidt SándorÁ |
| Szombati János | Révai JózsefÁ |
| Szotyori Nagy Géza (álnév névváltozata) | Sz. Nagy GézaK (álnév) |
| Szövő Károly (álnév) | Balla KárolyK |
| Szőke Józsefné (írói név) | Drenkó MargitK |
| Sztancsics Mihál (de többnyire Mihály. Eredeti név magyar helyesírás szerint.)                                                                                    | Táncsics Mihály |
| Sztepánov Predrág (Предраг Степановић magyaros átírása) | Stepanović PredrágK |
| Szuhai István (írói álnév) | Földes LászlóK |
| Szürke barát | Krenner Miklós |
| Szűcs Ernő Béla (írói álnév) | Leleszy Béla (írói álnév?) |
| Szűcs Gergely | Tamás AladárÁ |
| Szűcs Vilma (írói álnév) | Hamvas H. Sándor |
| Szűts István | Antal JánosÁ |
| Szűts István | Mód AladárÁ |
| Szűts István | Révai JózsefÁ |
| Szűts István | Schönstein SándorÁ |
| Szűts István | Vértes GyörgyÁ |
| -szym | Lovászy MártonÁ |
| T. István (Takács István vagy Takács T. István???? polgári név 1949-ig)                                                                                           | Takács TiborK |
| T. Nagy (Sándor? eredeti név) | Ténagy SándorK |
| Tabori, George (névváltozat külföldön) | Tábori GyörgyK |
| Tabori, Paul (névváltozat külföldön) | Tábori Pál |
| Takács Klára (leánykori neve) | Györgyey KláraK (férjezett neve)                                                                                              |
| Takáts I. Géza, dr. (álnév) | Csery-Clauser MihályK |
| Tamás János (eredeti név) | Tamási ÁronK |
| Tamás Pál (írói név) | Tábori Pál |
| Tamás Sándor (eredeti név? polgári név?) | Lajossy SándorK |
| Tamásffy dr. (álnév) | Gárdonyi Géza |
| Tamkó Károly (eredeti név? névváltozat?) | Tamkó Sirató KárolyK |
| Tamy Lajos (álnév) | Molnos Lajos |
| Tank | Bergman JózsefÁ |
| Tanner Ilona (leánykori név) | Török SophieK |
| Tanyai (álnév) | Farkas AntalÁ |
| Tar Üszögh Mihály | Hamburger JenőÁ |
| Tarczai György (írói álnév) | Divald Kornél |
| Tardy Kallós Lajos (eredeti név?) | Tardy LajosK |
| Tarr Bálint (álnév) | Nagy GézaK |
| Tarr Pál (álnév) | Nagy GézaK |
| Tauber (Kornél? Eredeti név 1902-ig) | Tábori Kornél |
| Tatár Péter | Medve Imre |
| Taxner (Ernő? eredeti név 1967-ig) | Taxner-Tóth ErnőK |
| Taylor, Jeremy (álnév) | Dénémeth IstvánK (írói álnév)                                                                                                 |
| Tábory György (fordítóként használt névváltozat) | Tábori GyörgyK |
| Tábory (névváltozat?) | Tábori Pál |
| Tábori László (eredeti név) | Tábori ZoltánK |
| -tán (szignó) | Fábry ZoltánC (író) |
| Teas, T. O. (írói álnév) | Tótisz András |
| Techert (József? eredeti név 1945-ig) | Tompa JózsefK |
| Teknős János Tibor (eredeti név 1947-ig) | Teknős PéterK |
| Teles (szignó) | Köteles PálR |
| Temes Áldor | Tamás AladárÁ |
| Temesi Lajosné (férjezett neve) | Fésüs ÉvaK |
| Tempefői (írói név) | Sibelka Perleberg ArtúrK |
| Tempest, John (írói álnév) | Leleszy BélaK (írói álnév?)                                                                                                   |
| Tengődi Endre | Ságvári EndreÁ |
| Terry, O. (írói név) | Fekete Oszkár |
| Tersánszky J. Jenő (névváltozat) | Tersánszky Józsi JenőK |
| Tersánszky Jenő (névváltozat) | Tersánszky Józsi JenőK |
| Téglás Ferenc | Roth IstvánÁ |
| Térítő Pál | Kahána MózesÁ, K |
| Tési Edit, dr. (eredeti neve) | Alszeghy ZsoltnéK |
| Tézsla, (Albert? vagy Mihály? eredeti név?) | Tezla AlbertK |
| TGM | Tamás Gáspár Miklós |
| -th illetve (-thl-) (szignó) | Tóth László |
| Thass-Thienemann, Theodore (külföldön) | Thienemann TivadarK |
| Thass-Thienemann Tivadar (névváltozat) | Thienemann TivadarK |
| Thassy, Eugene de (külföldön) | Thassy JenőK |
| THD (szignó) | Mónus IllésÁ |
| Theil (Gusztáv? eredeti név) | Herédi GusztávK |
| Theodor Dániel (álnév) | Déry Tibor |
| Thiery, Helen (férjezett neve külföldön) | Thiery H. IlonaK |
| Thiery Ákosné (férjezett neve) | Thiery H. IlonaK |
| -thivy (szignó) | Szombathy ViktorÁ |
| Thoden, San | Szántó DénesÁ |
| Thompson, C., Thompson, E., Thompson, M. valamint Thompson, P. (álnevek)                                                                                          | Barsi ÖdönK |
| Thompson, E. W. | Madzsar JózsefÁ |
| Thorpe (írói álnév) | Hamvas H. Sándor |
| -ti-lós- | Radnóti MiklósÁ |
| Tiborc (álnév) | Ács TamásÁ |
| Tiborc (szignó) | Tiborc ZsigmondÁ |
| Tieder Zsigmond (álnév) | Tiborc ZsigmondÁ |
| Tieger, Theobald (álnév) | Tucholsky, KurtÁ |
| Tihamérné Hernádi Anna (férjezett neve) | Illés AnnaK (álnév?) |
| Tihanyi István (álnév) | Nemere István |
| Tillmann, J. A. (írói neve) | Tillmann JózsefK |
| Timár Éva (leánykori név?) | T. Aszódi ÉvaK (férjezett neve?)                                                                                              |
| Tintner Sándor (eredeti név 1936-ig) | Sásdi SándorK |
| -tis- (szignó) | Szombati SándorÁ |
| (t.l.) (szignó) | Tóth László |
| Tisza vize (álnév) | Tiszay AndorÁ |
| Tiszai Mátyás | Tiszay AndorÁ |
| Tímár Antal (álnév) | Németi Rudolf |
| T. Kalats Iván (álnév) | Laták IstvánÁ |
| T. Karácsony Emmy (férjezett névváltozat) | Karácsony EmmyK |
| Toldalaghy Pál (névváltozat?) | Toldalagi PálK |
| Tolnai Gáborné (férjezett neve) | Berkovits IlonaK |
| Tomos Hajnal (leánykori név) | B. Tomos HajnalK (férjezett név, B. = Buzeané)                                                                                |
| Toót H. Zsolt (írói név) | Tóth ZsoltK |
| Torda László (álnév) | Szőnyi LászlóÁ |
| Tordai László (álnév) | Lándor BélaÁ |
| Totti, Angelo (álnév) | Nemere István |
| Tóth Balázs (álnév) | Bodor PálK |
| Tóth Elemér (eredeti név) | Bódi Tóth ElemérK |
| Tóth Endre (álnév) | Schiff LászlóÁ |
| Tóth (Gábor? eredeti név 1976-ig) | Tardi GáborK |
| Tóth Gábor (eredeti név) | Tóth Gábor ÁkosK |
| Tóth H. Zsolt (írói név) | Tóth ZsoltK |
| Tóth István (álnév) | Löbl IvánÁ |
| Tóth (István? eredeti név 1960-ig) | Tótfalusi IstvánK |
| Tóth Kálmán (eredeti név) | Csomasz Tóth KálmánK |
| Tóth László (polgári név 1960-ig) | Kamondy LászlóK |
| Tóth Lia (álnév) | Hegyi IlonaÁ |
| Tóth Mária (álnév) | Lendvay Éva |
| Tóth Miklós (eredeti név) | Tóth-Máthé MiklósK |
| Tóth Pál (eredeti név) | Tóth Pál PéterK |
| Tóth Pál Károly (álnév) | Gergő ZoltánÁ |
| Tóth (Sándor? eredeti név 1963-ig) | Somogyi Tóth SándorK |
| Tóthludassy János (álnév) | Kunszabó GyörgyÁ |
| Tót H. Zsolt (írói név) | Tóth Zsolt |
| Tömöri (Péter? névváltozat) | Tömöry PéterK |
| Tömöry Péter Gyula (teljes név) | Tömöry PéterK |
| Török (Gábor? eredeti név 1993-ig) | Romhányi Török GáborK |
| Török Gedeon (álnév) | Osvát ErnőÁ |
| Török Gergely (álnév) | Hirossik JánosÁ |
| Török Tamásné (férjezett név) | T. Erdélyi IlonaK (férjezett névváltozat)                                                                                     |
| Törökné (Karácsony Emmy?, férjezett névváltozat) | Karácsony EmmyK |
| Tracey, Gordon (írói álnév) | Nagy Dániel |
| Tradoni (írói név) | Tandori DezsőK |
| Transsylvanicus (írói álnév) | Tar KárolyK, R |
| Treml (Lajos? eredeti polgári név 1933-ig) | Tamás LajosK |
| Truszova, Rimma Vlagyimirova (eredeti név) | Dalos RimmaK |
| Tumó, Étienne (külföldön) | Tumó IstvánK |
| Tunyoghy Csapó Gábor (eredeti név) | Kocsis GáborK |
| Turi Turgonyi András (1945 előtt használt névváltozat) | Turi AndrásK |
| Tüköry Tivadar (álnév) | Gábor AndorÁ |
| Tüzesy Andor (álnév) | Tiszay AndorÁ |
| Tyukodi Péter (álnév) | Boldizsár IvánÁ |
| T.Z. (szignó) | Thury Zoltán, ifj. |
| Udvardy Ferenc (álnév) | Mátyás B. FerencK |
| Udvarhelyi Miklós (álnév) | Magyari LajosK |
| Ujlaky, Charlotte (külföldön) | Ujlaky SáriK |
| Ujvári (Edit? Lászlóné? Férjezett neve) | Gyömrői Edit |
| Ullmann, Stephen (külföldön) | Ullmann IstvánK |
| Ungár Yvette (leánykori név???) | Bíró YvetteK (közismert férjezett névváltozat)                                                                                |
| Ungvary, Rudolph (írói név) | Ungváry RudolfK |
| Ungvári Elemér (álnév) | Ungár ElemérÁ |
| Urbanovszky Anna (álnév) | Lakatos Péter PálÁ |
| Ustor (álnév) | Mészáros LászlóÁ |
| Utasi (József? eredeti név? polgári név? 1965-1968 között) | Utassy JózsefK |
| Utisz (álnév) | Orosz István |
| Újfalusi Ödön (álnév) | Wildner ÖdönÁ |
| Újvári Ella (álnév) | Csire GabriellaK |
| Üldözött Pál (álnév) | Farkas AntalÁ |
| -v- (szignó) | Varga ErzsébetC |
| V. A. (szignó fordítóként 1934 és 1936) | Gáspár MargitK |
| V. András János (névváltozat) | András JánosK |
| V. Nagy Miklós (írói név) | Vajkai MiklósK |
| Vadász (János? álnév) | Kövesdi JánosK |
| Vadnay Rospigliosi Pallavicini Zsuzsanna (férjezett neve) | Vadnay ZsuzsaK |
| Vadnay Zsuzsanna (leánykori név) | Vadnay ZsuzsaK |
| Vajda Sándor (álnév) | Általános KMP vezetőségi álnévÁ                                                                                               |
| Vajda Sándor (álnév) | Lukács GyörgyÁ |
| Vajdaffy Péter (álnév) | RozenÁ |
| Vajkai Miklós (írói név) | Vajkai MiklósK |
| Vajnovszky Anna (álnév) | Halász AnnaK |
| Vajtó (László? Névváltozat? Eredeti név? Polgári név?) | Vajthó LászlóK |
| Valdague, Pierre | Gró LajosÁ |
| Valentin György (álnév) | Bálint GyörgyÁ |
| Valju, Paule | Pap PálÁ |
| Valkay Lajos (álnév) | Pákozdy FerencÁ (1) |
| Valkay Sarolta (álnév) | Kretzoi MiklósnéK |
| -Va-ló (szignó) | Vass LászlóÁ |
| Varga (álnév) | Lőrinc PéterÁ (álnév) |
| Varga Endréné (férjezett neve) | Waldapfel EszterK |
| Varga (Erzsébet?, leánykori név?) | Mágori ErzsébetK |
| Varga Ferenc (eredeti név) | Varga MátyásK |
| Varga Györgyné (férjezett neve) | V. Detre ZsuzsaK (férjezett névváltozat)                                                                                      |
| Varga, S. A. (írói név) | Kibédi Varga Áron (írói név)                                                                                                  |
| Varga, Sandor Aron (teljes polgári név holland állampolgárként)                                                                                                   | Kibédi Varga Áron (írói név)                                                                                                  |
| Varga Sándor Áron, ifj. (teljes polgári név) | Kibédi Varga Áron (írói név)                                                                                                  |
| Varga Sándor, ifj. (polgári név) | Kibédi Varga ÁronK (írói név)                                                                                                 |
| Varga von Kibéd, Áron (írói név Németországban) | Kibédi Varga Áron (írói név)                                                                                                  |
| Vargha (Domokos? polgári név) | Varga DomokosK |
| Vargyasi Miklós (álnév) | Magyari LajosK |
| Varjas R. Béla (névváltozat) | Varjas BélaK |
| Varrók Sarolta (álnév) | Kretzoi MiklósnéK |
| Vas (álnév) | Nagy PéterÁ |
| Vasile, Dumitru (román írói neve) | Lakatos DemeterK (írói név)                                                                                                   |
| Vasmacskakovácsy Szvetozár | Kertész Róbert, ifj. |
| (vass) (szignó) | Vass GyulaC |
| Vass Éva | Harkai Vass ÉvaK |
| Vass László (álnév) | Király LászlóK |
| Vass Tibor (álnév) | Pákozdy FerencÁ (1) |
| Vaszily (eredeti név) | Kövesdi JánosK |
| Vay Tamás (álnév) | Pethő BertalanK |
| Váci Mihályné (férjezett neve) | Juhász MáriaK |
| Váczy Kálmánné (férjezett neve) | Váczy LeonaK |
| Vágmelléki | Boross Kálmán |
| Vándor (álnév) | Farkas AntalÁ |
| Vándor, Georgine (külföldön) | Vándor GyörgyiK |
| Vándor Zoltán (álnév) | Rónai ZoltánÁ |
| Vándor Pál (álnév) | Roth ?Á |
| Váradi Péter (álnév) | Köteles PálK |
| Váradi Tibor (névváltozat) | Várady Tibor |
| Várady, Emerico (külföldön) | Várady ImreK |
| Várdy, B. Stephen (névváltozat külföldön) | Várdy BélaK |
| Várdy, Steven Béla (névváltozat külföldön) | Várdy BélaK |
| Vári Sándor (álnév) | Illyés GyulaÁ |
| Várkony (álnév) | Agárdi FerencÁ |
| Várkonyi Péter (álnév) | Zólyomi AntalK |
| Vásárhelyi | Pákozdy FerencK (2) |
| Vásárhelyi (László? álnév) | Nemess LászlóK |
| Vázsonyi Endréné (férjezett neve) | Dégh LindaK |
| -ve- (szignó) | Varga ErzsébetC |
| Vecsernyés Imre (írói név) | Dlusztus ImreK |
| Vedres Ernő (álnév) | Wolmuth ErnőÁ |
| Verdes Pál | Déry Tibor |
| Veress Tamás (álnév) | Bodor PálK |
| Végvári Kiss András (álnév) | Kiss AndrásK |
| Vendég János (álnév) | Kahána MózesÁ |
| Venger János (álnév) | Weinberger JánosÁ |
| Veres Dávid (írói álnév) | Molnár Miklós |
| Veres Péter, ifjabb (eredeti neve vagy polgári neve?) | Nádasdi PéterK (írói álnév)                                                                                                   |
| Veress Berkesi Károly (álnév sajtóban, néha) | Somosdi Veress KárolyK |
| Veress Károly (polgári név) | Somosdi Veress KárolyK |
| Veress Magda (férjezett névváltozat) | Telegdi MagdaK |
| Veress T. Magda (férjezett névváltozat) | Telegdi MagdaK |
| Veress Zoltánné (férjezett névváltozat) | Telegdi MagdaK |
| Verseczy Pál (álnév) | Vértes GyörgyÁ |
| Veszelka Andrásné (férjezett neve) | Gémes EszterK |
| Vessző (álnév) | Farkas AntalÁ |
| Vesztegh Ferenc (névváltozat?) | Veszteg FerencK (álnév) |
| Vetró Ferenc (álnév) | Veszteg FerencK (álnév) |
| Vetró Géza (nevelőapja után felvett polgári neve) | Bereményi GézaK (jelenlegi polgári neve)                                                                                      |
| Végi János (álnév) | Friss IstvánÁ |
| Vén Hegedős (álnév) | Gárdonyi Géza |
| Vért Andor (névváltozat) | Vér Andor |
| Vészy Mátyásné (férjezett neve) | Wagner LillaK |
| V. Gy. (szignó) | Vértes György |
| vi (szignó) | Vészi EndreÁ |
| Viator (álnév) | Kovách Aladár |
| Vidéky Sándor vagy/és? Vidéki László vagy/és? Vidéky László | Gereblyés LászlóÁ |
| Világcsavargó (álnév) | Vértes József FülöpÁ |
| Virág Benő (írói álnév) | Farkas Albert |
| Virág Ferenc (álnév) | Karikás FrigyesÁ |
| Visegrádi Aladár (írói név) | Kiss ÖdönK |
| Vistai András János (1993 után) | András JánosK |
| Vit Gábor (eredeti név) | Adriányi GáborK |
| Vitéz Miklós (álnév) | Nemere István |
| Vizkelety Andrásné (férjezett neve) | V. Ecsedy JuditK (férjezett névváltozat)                                                                                      |
| Víg Ferke (álnév) | Kálmán FarkasÁ |
| Víz (Péter? polgári név) | Vasadi PéterK |
| Vofkori Mária (polgári név) | Tamás TímeaK |
| Völgyi Endre (álnév) | Lévay EndreÁ |
| Vörös Károlyné (férjezett neve) | V. Windisch ÉvaK |
| Vörös Sándor (álnév) | Révai JózsefÁ |
| Vörös Tiborc (álnév) | Tóth JózsefÁ |
| Vörös Zoltán János (eredeti név) | Veres JánosK |
| Vöröshegyi T. Ernő | Tihanyi ErnőÁ |
| Vörösmarty Dénes, dr. | Fábián DánielÁ |
| V. | Révai József |
| V. S. (szignó) | Révai JózsefÁ |
| Vujičić, Stojan (Стојан Д. Вујичић latin betűs szerb-horvát átírássa)                                                                                             | Vujicsics D. SztojánK (magyar helyesírás szerint)                                                                             |
| Vulkán (álnév) | Farkas AntalÁ |
| Vystup Ferenc (János is? Eredeti név) | Mózsi FerencK (2) (Költő. Teljes nevén Mózsi Ferenc János)                                                                    |
| Wachsmann Ágnes (eredeti név) | Doór ÁgnesK (férjezett névváltozat)                                                                                           |
| Wagenhuber (Aurél? Eredeti név? vagy polgári név?) | Vajkai AurélK |
| Waldapfel Petrolay Margit (valóban használt férjezett polgári név, vagy csak a W. feloldása?)                                                                     | W. Petrolay MargitK |
| Walkó Györgyné (férjezett névváltozat) | W. Békés ÁgnesK (férjezett névváltozat)                                                                                       |
| Walkóné Békés Ágnes (teljes férjezett névváltozat) | W. Békés ÁgnesK (férjezett névváltozat)                                                                                       |
| Wallentinyi Dezső (eredeti neve) | Győry DezsőÁ, K |
| Wallner, Peter (írói név) | Tömöry PéterK |
| Walter, E. D. (írói álnév) | Erdődy János |
| Walls, Spencer illetve Walls, S. (írói álnév) | Havas ZsigmondÁ |
| Ward, P. (írói álnév) | Nagy Dániel |
| Warner, Richárd (álnév) | Tabi LászlóK |
| Waubke, Nicolaus (álnév) | Sándor PálÁ (1) |
| Watson, Neil Omar (álnév) | Nemere István |
| Weinberger Zoltán (eredeti név) | Vas ZoltánK |
| Weiner (álnév) | Major FrigyesÁ |
| Weisshaus Imre (eredeti név 1924-ig) | Arma PálÁ |
| Weisz Andor (eredeti név) | Vér AndorK |
| Welden, Oscar (álnév) | Nemere István |
| Wellmann József (polgári név?) | Éltető JózsefK (írói név?) |
| Weltner (álnév) | Szerényi SándorÁ |
| Werde, Friedrich (álnév) | Boldog BalázsÁ |
| Wilcox, G. (álnév) | Barsi ÖdönK ? |
| Wild Sándor (álnév) | Mányai SándorÁ |
| Wilmon, Vanessa (álnév) | Nemere István |
| Windisch Sándor, ifj. (Álnév? Eredeti név?) | Kende SándorK |
| Winow, F. L. (álnév) | Boross F. LászlóÁ |
| Wolf, Stephan F. vagy Wolf, Steven? | Farkas IstvánÁ |
| Wollman István (eredeti név) | Vasvári IstvánK |
| Wonton, Bill (írói álnév) | Nagy Dániel |
| Wood, R. M. (álnév) | Halász PéterK |
| Woodhurst, O. (írói név) | Fekete Oszkár |
| Woodward, T. H. (álnév) | Tabi LászlóK |
| Wreen, C. (és/vagy Wren, C.? és/vagy Wrenn, C.?) (álnevek) | Barsi ÖdönK |
| Wrobel, Ignaz (álnév) | Tucholsky, KurtÁ |
| Wyne, Marjorie (álnév) | Kertész ErzsébetK (férjezett névváltozat)                                                                                     |
| y (szignó) | Nagy PéterÁ |
| y. n. (szignó) | Fábry ZoltánC (író) |
| Yang A. dr. illetve Yang O. I. dr. (álnév) | Gárdonyi Géza |
| -yi (szignó) | Gárdonyi Géza |
| Z. (szignó) | Fábry ZoltánC (író) |
| (-Z-) (szignó) | Fónod ZoltánC |
| Z. Predics Olga (férjezett neve) | Zágoni OlgaK (férjezett névváltozat)                                                                                          |
| Zabari János (álnév) | Borsody IstvánK |
| Zagróczky Elek (újságíróként használt álnév 1927-31 között) | Erdődy JánosK |
| Zakrarzewski, Wavrzyniec (eredeti név) | Kovai LőrincK |
| Zalai Ferencz Győző (álnév) | Ferencz GyőzőK |
| Zare, Teo (álnév?) | Kahána MózesK |
| Zay (szignó) | Tiszay AndorÁ |
| -zay (szignó) | Tiszay AndorÁ |
| -zayando (szignó) | Tiszay AndorÁ |
| Zajzon Barna (álnév) | Hamvas H. SándorÁ |
| (zalabai) (szignó) | Zalabai ZsigmondC |
| Zaláni János (álnév) | Bodor PálK |
| Zádor Andor (írói név) | Zádor AndrásK |
| Z. Balogh István (írói név) | Balogh IstvánK |
| Zborsky I. (álnév) | Antal JánosÁ |
| Zech-Colbert Ádám (polgári név) | Niklai ÁdámK |
| Zelk Zoltánné (férjezett név) | Bátori IrénK |
| Zentai Dezső (álnév) | Hoffmann DezsőÁ |
| Zerinvári (Irén? Névváltozat?) | Nagy IrénK |
| Ziegler (Ferenc? eredeti név 1947-ig) | Zágoni FerencK |
| Ziegler Géza (eredeti név) | Gárdonyi Géza |
| Zimre Imre (eredeti név) | Zimre PéterK |
| Zirkuli, Pierre (külföldön) | Zirkuli PéterK |
| Zlinszky Miklós (álnév) | Gaál GáborÁ |
| Zoltán Árpádné (férjezett neve) | István MarianK |
| Zoltán Ferenc (álnév) | Mátyás B. FerencK |
| Zoltán Gábor (álnév) | Stolte IstvánÁ |
| Zoltán S. /mérnök/ | Schönherz ZoltánÁ |
| Zólyomi Béla (álnév) | Jancsik (Jung) BélaÁ |
| Zvardony Endre (írói név) | Kopasz CsillaK |
| Zsavo (Ottó? Írói név) | Jávor OttóK |
| Zsámboky János (álnév) | Zsámboki ZoltánK |
| (Zsélyi) (szignó) | Zs. Nagy LajosC (írói név) |
| Zsélyi Nagy Lajos (írói név) | Zs. Nagy LajosC, K (írói név)                                                                                                 |
| Zsiga bácsi (írói álnév) | Havas Zsigmond |
| Zsigmondy Antal (írói álnév) | Havas Zsigmond |
| Gent Leman (írói álnév) | Vass Gábor |

## Külső linkek
Álnévszótár a régebbi, kb. 1900 előtti magyar irodalomból, közéletből:
- Székely Dávid: Magyar írók álnevei, a multban és jelenben, Budapest, 1904